# Sprachen Osttimors

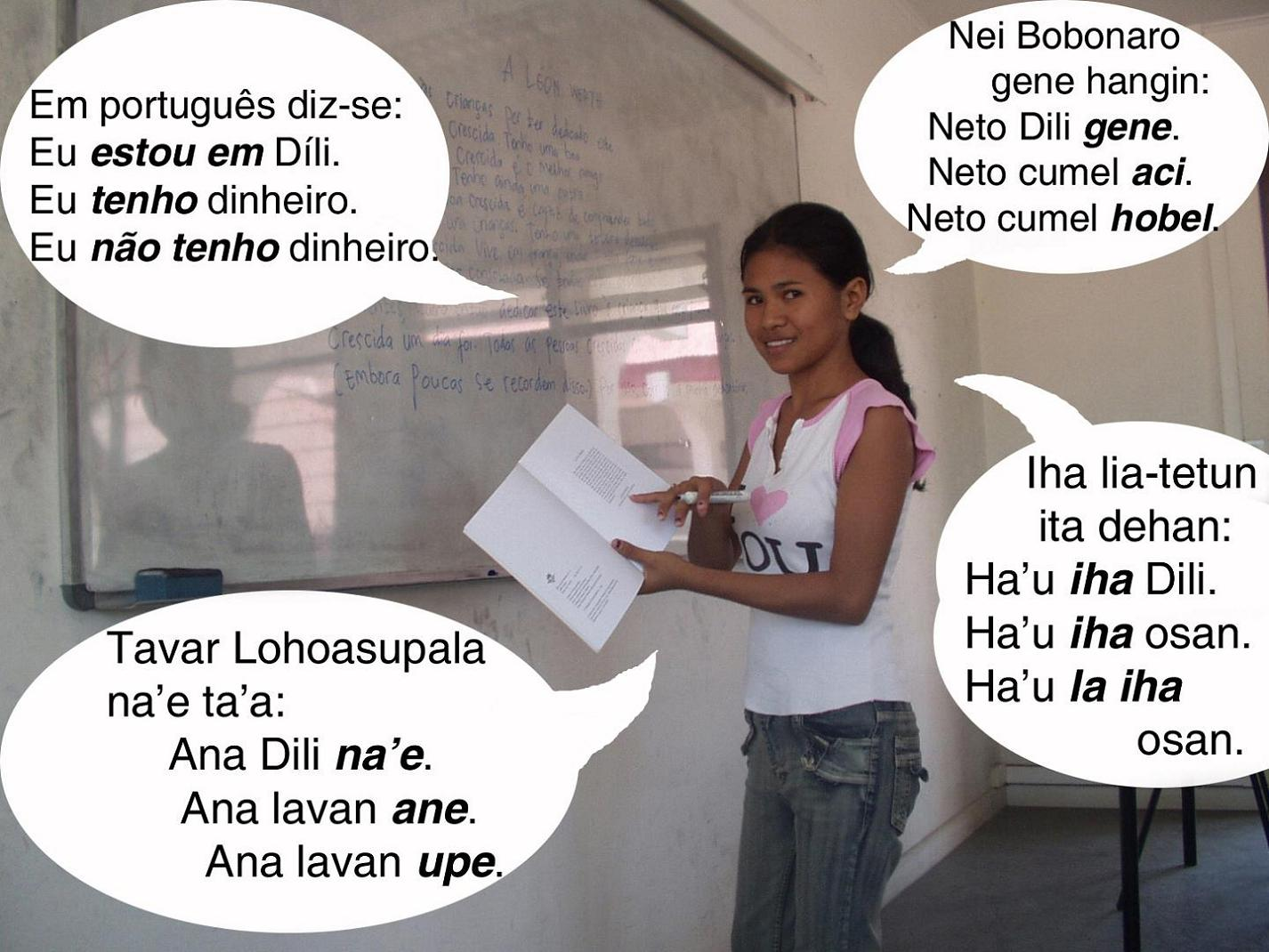
Sprachen Osttimors: Von oben links im Uhrzeigersinn: Portugiesisch, Bunak, Tetum, Fataluku.

Obwohl das Land nur eine Million Einwohner hat, gibt es eine Vielzahl von Sprachen in Osttimor. Neben alteingesessenen Malayo-polynesischen und Papuasprachen verbreiteten sich auch einige andere Sprachen durch Einwanderungen und Eroberung in den letzten 500 Jahren.

## Übersicht
Die Verfassung von Osttimor unterscheidet drei Kategorien bei den Sprachen Osttimors (Zahl der Muttersprachler Stand 2010).
Die Amtssprachen sind laut Verfassung die Malayo-Polynesische Sprache Tetum (Tétum, Tetun) und Portugiesisch. 432.766 sprachen im Jahr 2015 einen Tetumdialekt als Muttersprache, aber nur 1.384 Einwohner als Muttersprache Portugiesisch.
Daneben gibt es 15 von der Verfassung anerkannte Nationalsprachen (Alternativnamen in Klammern dahinter):
- Malayo-Polynesische Sprachen:
  - Fabronische Sprachen:
    - Atauru (Wetar): 9.583 Sprecher, inklusive der Dialekte Dadu'a, Rahesuk, Raklungu und Resuk
    - Baikeno (Baiqueno, Vaiqueno, Atoni, Dawan, Uab Meto): 69.190 Sprecher.
    - Bekais (Becais, Welaun): 4.075 Sprecher.
    - Galoli (Galóli, Lo'ok, Galole, Galolen, Glolen): 16.266 Sprecher.
    - Habun (Habo): 2.214 Sprecher.
    - Kawaimina (Cauaimina, beinhaltet Kairui,  Waimaha, Midiki und Naueti): 60.324 Sprecher.
    - Makuva (Makuwa, Maku'a, Lovaia, Lovaea): 56 Sprecher.[3]

  - Ramelaische Sprachen:
    - Idalaka (Idalaca, beinhaltet Idaté, Lakalei, Isní und Lolein): 19.913 Sprecher.
    - Kemak (Ema, Quémaque): 68.995 Sprecher.
    - Mambai (Mambae, Manbae): 195.778 Sprecher.
    - Tokodede (Tocodede, Tukude, Tokodé, Tocod): 46.784 Sprecher.

- Papuasprachen:
  - Timor-Kisar-Sprachen:
    - Bunak (Bunaq, Búnaque, Buna`, Bunake, Mgai, Gai, Marae): 64.686 Sprecher.
    - Fataluku (Fataluco, Fatalukunu, Dagaga, Dagoda, Dagada): 41.500 Sprecher.

  - Alor-Pantar-Makasai-Sprachen:
    - Makalero (Macalero, Maklere): 8.686 Sprecher.
    - Makasae (Macasae, Makasai, Makassai, Makassae, Macassai, Ma'asae): 129.627 Sprecher, inklusive des Dialekts Sa'ane

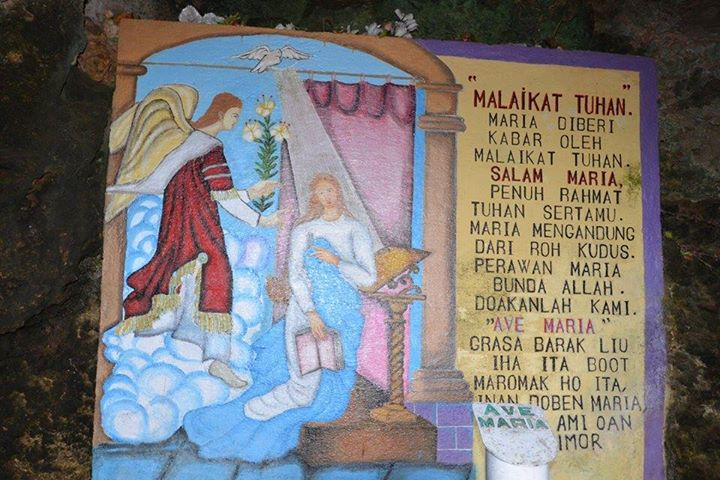
Das Ave Maria in Indonesisch und Tetum in Fatumaca

Nach Artikel 159 der Verfassung sind Bahasa Indonesia und Englisch Arbeitssprachen, da diese Sprachen noch weit verbreitet sind – vor allem unter jungen Leuten, da Portugiesisch während der Besetzung durch Indonesien nicht erlaubt war.
Bei der Volkszählung von 2015 wurde auch nach der Muttersprache der Einwohner gefragt. Da keine Antworten zur Auswahl gestellt wurden, wurden sowohl verschiedene Bezeichnungen der Sprachen, als auch Dialekte angegeben. Die Volkszählung unterschied hier nicht. In der Tabelle unten sind die Antworten nach den in der Verfassung aufgeführten Sprachen geordnet. Außerdem sind die Sprecher von Malaiisch und Chinesisch aufgeführt. So bezeichnen etwa 800 Einwohner Chinesisch als ihre Muttersprache.
Während Tetum weit verbreitet ist, sprechen, lesen und schreiben nur 30,8 % der Bevölkerung Portugiesisch. Weitere 2,4 % können es sprechen und lesen, 24,5 % nur lesen und 3,1 % nur sprechen. 36,6 % der Bevölkerung konnten 2015 Bahasa Indonesia sprechen, lesen und schreiben, weitere 1,7 % sprechen und lesen, 17,6 % nur lesen und 6,2 % nur sprechen. 15,6 % der Bevölkerung können Englisch sprechen, lesen und schreiben, weitere 1,7 % sprechen und lesen, 19,8 % nur lesen und 1,9 % nur sprechen. Als Muttersprache sprechen etwa 2700 Einwohner Bahasa Indonesia und etwa 7300 nennen Englisch als ihre Muttersprache.
Adabe ist eine Papuasprache, die nur auf Timor gesprochen wird und nicht, wie einige Quellen angeben und der Alternativname Atauru erscheinen lässt, auf der Insel Atauro. Auch kommt es durch den Alternativnamen zu Verwechslungen mit der gleichnamigen, austronesischen Nationalsprache. Adabe hat keinen offiziellen Status in Osttimor. Bei der Volkszählung 2015 nannten 260 Personen sie als ihre Muttersprache. 2024 waren es nur noch 181 Sprecher.
Nur acht Familien, deren Mitglieder über 50 Jahre alt sind, sprachen 2024 Manetlan. Die Sprache steht kurz vor dem Aussterben.

## Geschichte

Karte aus dem Álbum Fontoura (vor 1940) mit den Kreisen Timors und den dort gesprochenen Sprachen
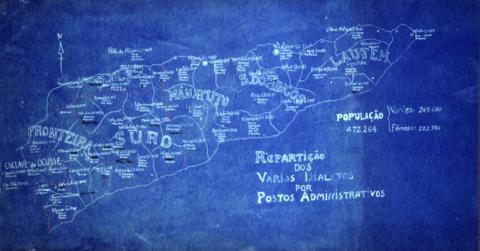
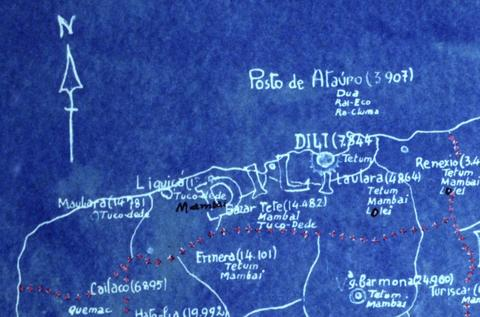
Dili
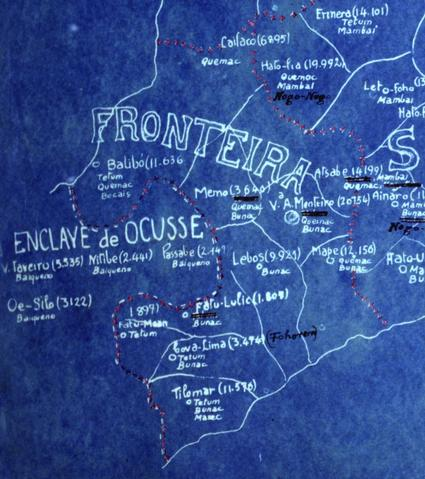
Fronteira
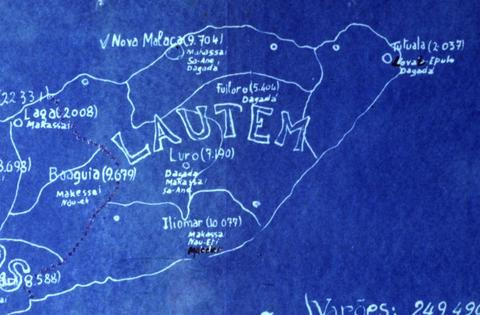
Lautém
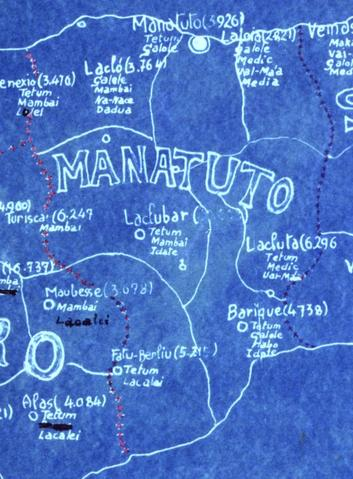
Manatuto
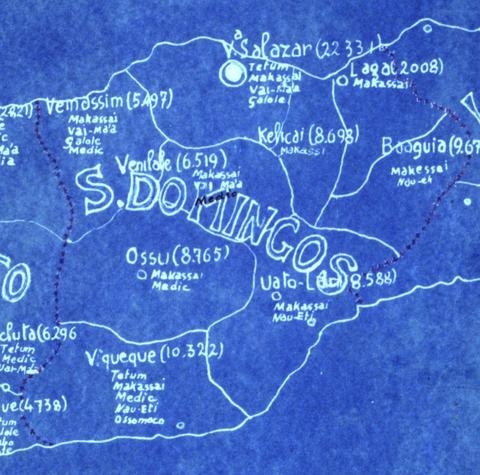
São Domingos
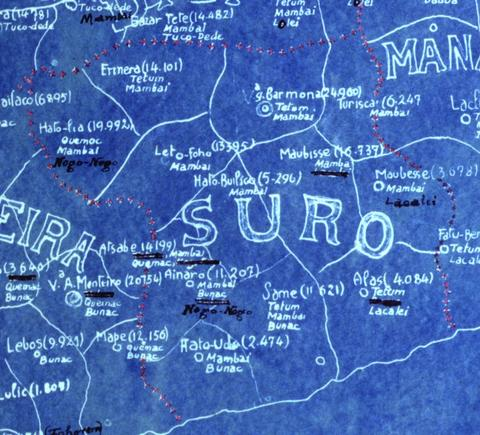
Suro (Soro)

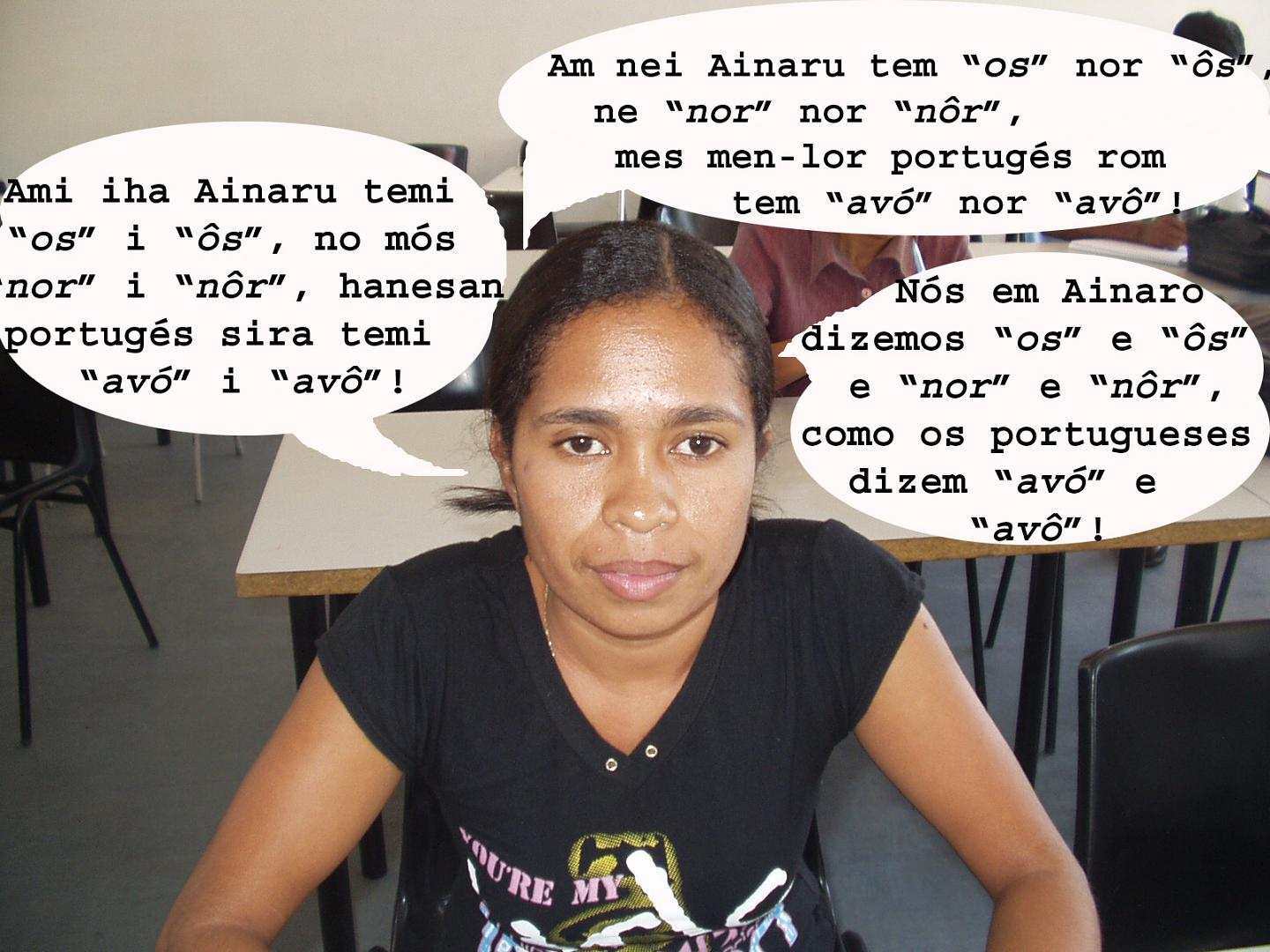
Tetum, Mambai und Portugiesisch

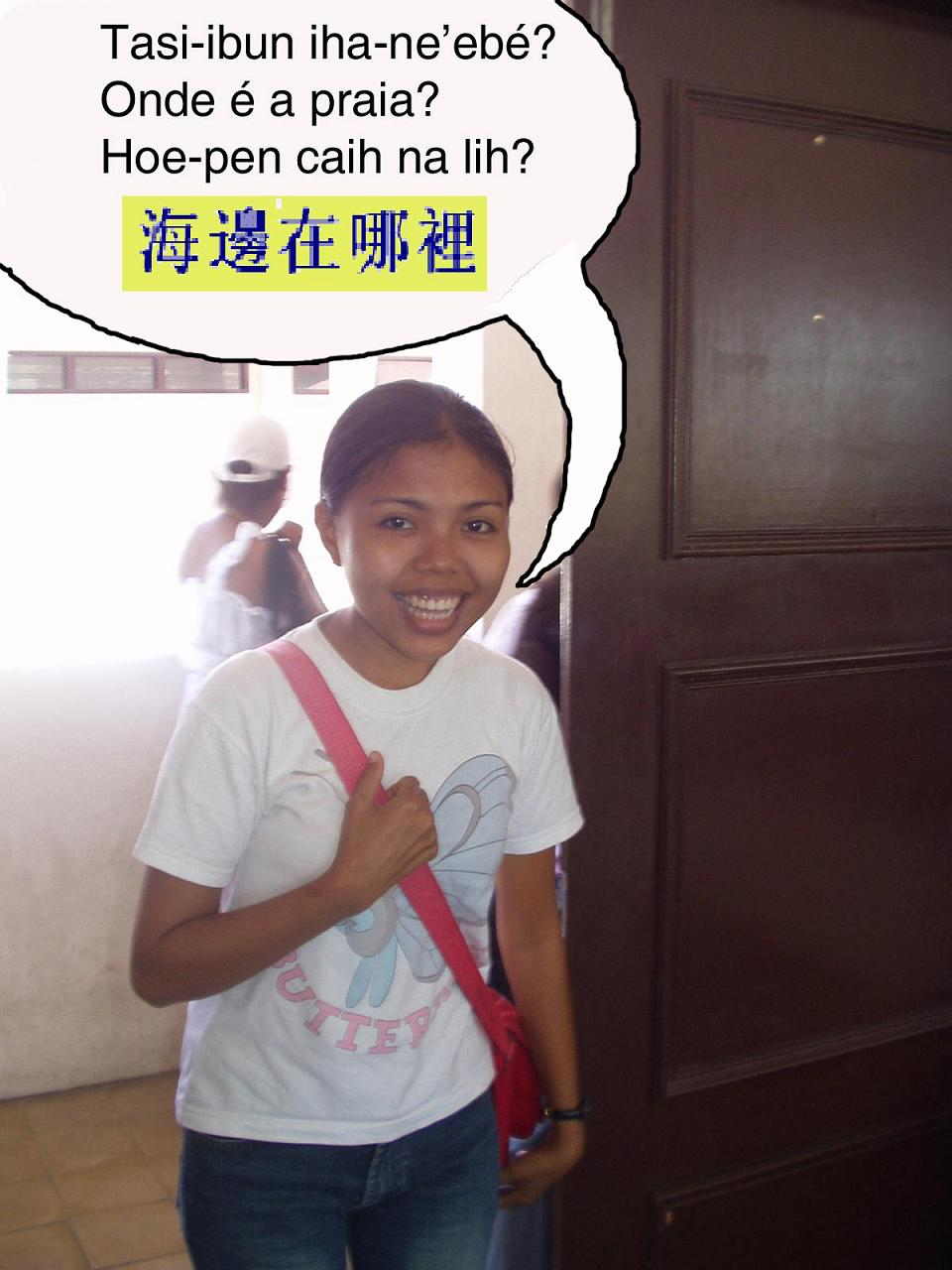
Eine Hakka aus Osttimor sagt „Wo ist der Strand?“ in vier Sprachen des Landes

Die Vielfalt der einheimischen Sprachen Osttimors lässt sich durch die mindestens drei Einwanderungswellen (Veddo-Austronesen, Melanesier und Austronesier), die Timor besiedelten und die stark zerklüftete Bergwelt der Insel erklären, die oft trennend wirkte. Die Veddo-Austronesen erreichten Timor vermutlich zwischen 40.000 und 20.000 v. Chr. Allgemein geht man davon aus, dass die Melanesier 3000 v. Chr. nach Timor einwanderten und ab 2500 v. Chr. von Nachkommenden austronesische Gruppen teilweise verdrängt wurden. Bei den Fataluku vermutet man inzwischen aufgrund neuerer linguistischer Forschungen, dass sie möglicherweise erst nach den Austronesiern von Osten her Timor erreichten und ihrerseits diese verdrängten oder assimilierten. Auch bei den Makasae wird über ein solches Szenario spekuliert. Bei den Bunak finden sich aber im Kernland nur Ortsnamen die Papua-Ursprungs sind, so dass die Bunak hier vor den Austronesiern gesiedelt haben müssten. Da Bunak aber mit Fataluku, Makasae und Makalero gemeinsame Teile eines nicht-austronesischen Vokabulars hat, müsste es früher eine Proto-Timor-Papuasprache gegeben haben, von der alle Papuasprachen Timors abstammen.
Unter portugiesischer Herrschaft konnte man sich nur auf Portugiesisch weiterbilden, obwohl die Lingua Franca Tetum und die anderen Sprachen verwendet werden durften. Am Ende der Kolonialzeit sprachen etwa 5 % der Bevölkerung Portugiesisch. Portugiesisch hatte einen starken Einfluss auf den Tetum-Dialekt Tetun Prasa (portugiesisch Tétum-praça), der in der Landeshauptstadt Dili gesprochen wurde, im Gegensatz zu dem auf dem Lande gesprochenen Tetun Terik. Heute ist Tetun Prasa weiter verbreitet und wird als Tétum Oficial auch in der Schule unterrichtet.
Noch Anfang des 19. Jahrhunderts wurde Malaiisch, die Handelssprache im östlichen Teil des Malaiischen Archipels auf Timor gesprochen und selbst von den Portugiesen und Topasse verwendet. Allerdings beschränkte sich dies auf die Häfen an der Nordküste, also Oe-Cusse und Dili. Während man dort Malaiisch fast nur für den Außenhandel verwendete, wurde es im niederländischen Kupang in Westtimor im Gegensatz dazu zur Alltagssprache. Dann verschwand Malaiisch in Portugiesisch-Timor. Anscheinend hatte die portugiesische Verwaltung nach 1870 dafür gesorgt. Tetum Prasa und Portugiesisch übernahmen die Funktion des Malaiischen als Handelssprache innerhalb Timors und nach außen. Nur bei der arabischen Minderheit in Osttimor überlebte das Dili-Malaiisch noch lange als Alltagssprache in Dilis arabischen Stadtteil Kampung Alor und war 1975 noch die wichtigste Zweitsprache in Oe-Cusse Ambeno. Hier spielte der Einfluss des umgebenden indonesischen Westtimors eine Rolle. Doch ausgerechnet in Oe-Cusse Ambeno war 1991, nach 16 Jahren indonesischer Besatzung, der Anteil Malaiisch/Indonesisch-sprechender Einwohner am geringsten: 42 %. Im ganz Osttimor betrug der Durchschnitt 60 %. 250.000 Einwohner waren indonesische Einwanderer von Java und Bali. Ihre Muttersprachen spielen im heutigen Osttimor keine Rolle mehr. Die meisten Einwanderer verließen mit der Unabhängigkeit Osttimors das Land wieder.
| Indonesischsprecher 1991 in den Distrikten Osttimors |                            |
| Distrikt                                             | Anteil Indonesischsprecher |
| Aileu                                                | 63,81 %                    |
| Ainaro                                               | 49,81 %                    |
| Baucau                                               | 55,91 %                    |
| Bobonaro                                             | 56,88 %                    |
| Cova Lima                                            | 56,53 %                    |
| Dili                                                 | 84,00 %                    |
| Ermera                                               | 55,30 %                    |
| Lautém                                               | 59,97 %                    |
| Liquiçá                                              | 54,33 %                    |
| Manatuto                                             | 68,05 %                    |
| Manufahi                                             | 61,61 %                    |
| Oe-Cusse Ambeno                                      | 42,46 %                    |
| Viqueque                                             | 43,98 %                    |
| Gesamt                                               | 60,34 %                    |

Unter der indonesischen Besatzung von 1975 bis 1999 war der Gebrauch von Portugiesisch verboten. Einzige offizielle Sprache war Bahasa Indonesia, die auch als Lingua Franca das Tetum für diese Zeit ersetzte. Tetum gewann an Bedeutung, als der Vatikan am 7. April 1981 die Sprache für die Liturgie zuließ. Folge war sowohl eine Verstärkung der nationalen Identitätsbildung der Osttimoresen, als auch ein weiterer Zulauf zum katholischen Glauben.
Für viele ältere Osttimoresen hinterlässt Bahasa Indonesia einen negativen Geschmack, da es mit den Besatzern gleichgesetzt wird, aber gerade jüngere Leute waren misstrauisch oder gar feindlich gesinnt gegenüber der Wiedereinführung von Portugiesisch als Amtssprache. Sie sahen darin, ebenso wie die Indonesier in Niederländisch, die Sprache der Kolonialherren. Jedoch hatte die niederländische Kultur deutlich weniger Einfluss auf Indonesien als die portugiesische in Osttimor. Vor allem durch Heirat von Portugiesen und Timoresen vermischten sich die Kulturen im Ostteil der Insel. Zudem war Portugiesisch die Arbeitssprache des Widerstandes gegen Indonesien. Die jungen Timoresen sehen im Portugiesischen einen Nachteil und beschuldigen die Führer ihres Landes, sie würden Leute, die von Übersee nach Osttimor zurückkehren dadurch bevorteilen. Dies wird aber dadurch entkräftet, dass auch ältere Timoresen, die im Widerstand waren und deswegen Portugiesisch sprechen, keine Arbeitsstelle finden konnten. Viele ausländische Beobachter, vor allem aus Australien und Südostasien, kritisierten ebenfalls die Wiedereinführung des Portugiesischen. Trotzdem arbeiteten zum Beispiel viele australische Linguisten mit an den Planungen für die offizielle Sprachregelung, inklusive der Einführung des Portugiesischen. Aus Portugal und Brasilien wurden Lehrer nach Osttimor geschickt, die die Bevölkerung unterrichten sollten. Dies gestaltete sich problematisch, weil die Lehrer meistens weder die lokalen Sprachen noch Kulturen kannten. Der verstorbene Brasilianer Sérgio Vieira de Mello, der die UNTAET leitete und eng mit dem späteren Präsidenten Osttimors Xanana Gusmão zusammenarbeitete, gewann viel Respekt unter der Bevölkerung, weil er Tetum lernte.
Português de Bidau, die portugiesische Kreolsprache Timors, die Verbindungen mit dem Kreol aus Malakka hatte, starb in den 1960ern aus. Die Sprecher verwendeten nach und nach öfter das Standard-Portugiesisch. Bidau wurde nahezu nur im Stadtteil Bidau im Osten Dilis von der Volksgruppe der Topasse, Mestizen mit Wurzeln aus der Region Flores und Solor gesprochen. Kreolisches Portugiesisch aus Macau wurde während der stärksten Einwanderungsphase im 19. Jahrhundert auch auf Timor gesprochen, verschwand aber schnell.
In den letzten Jahrzehnten wurden die Sprecher der malayo-polynesischen Nationalsprachen Makuva nahezu vollständig von der Papuasprache Fataluku assimiliert. Möglicherweise überlebt Makuva aber als geheime Kultsprache bei einigen Fataluku-Clans. Bereits ausgestorben ist Rusenu. Hinweise darauf fand ein Linguist erst 2007 in Lautém.
Anfang 2012 begann eine heftige Diskussion über Pläne der Regierung und UNESCO in Grundschulen auch Unterricht in den jeweiligen Nationalsprachen zu halten. Demnach sollen die Kinder zunächst in der Vorschule in ihrer Muttersprache und mündlich in Tetum unterrichtet werden. Mit Beginn der Grundschule folgt dann mündlich Portugiesisch. Sobald die Schüler ihre Muttersprache schriftlich beherrschen (2. Klasse), soll das Lesen und Schreiben in Tetum folgen, später in Portugiesisch (ab der 4. Klasse). Dies führt zu einer bilingualen Ausbildung in den beiden Amtssprachen, die Muttersprache wird zur Unterstützung verwendet. Die Lesefähigkeit in der Muttersprache soll dann weiter gefördert werden. Schließlich erfolgt der Unterricht nur noch in den Amtssprachen. In der 7. Klasse kommt Englisch als Fremdsprache dazu und Bahasa Indonesia als Wahlfach, zusammen mit anderen Sprachen in der 10. Klasse. Während Befürworter so die kulturelle Identität der verschiedenen ethnolinguistischen Gruppen des Landes bewahren wollen, empfinden viele das Programm als Bedrohung der nationalen Einheit und Regionalismus.
Laut UNESCO sind mehrere Sprachen in Osttimor vom Aussterben bedroht: Adabe, Habun, Kairui, Makuva, Midiki, Naueti und Waimaha.

## Verteilung
Die folgenden Karten geben die Ergebnisse der Volkszählung von 2010 wieder. Bei drei Sucos fehlen die Daten, da die Dokumente nicht online aufrufbar sind. Zu beachten ist bei der Bewertung der Angaben, dass aufgrund der teilweise sehr kleinen Bevölkerungszahlen schon einzelne Sprecher einen messbaren Anteil in der Bevölkerung eines Sucos ausmachen können, selbst wenn deren Sprache traditionell dort nicht gesprochen wird. Durch die Flüchtlingsbewegungen und der Landflucht in den letzten Jahrzehnten sind Muttersprachler auch in andere Landesteile gezogen. Vor allem in Dili ist der Anteil von Zugewanderten aus anderen Gemeinden groß. In der gesamten Gemeinde Dili nahm die Bevölkerung zwischen 2001 und 2004 um 12,58 % zu. Fast 80.000 der Einwohner sind außerhalb Dilis geboren worden. Nur 54 % der Einwohner wurden hier geboren. 7 % wurden in Baucau geboren, je 5 % in Viqueque und Bobonaro, 4 % in Ermera, der Rest in den anderen Gemeinden oder im Ausland.

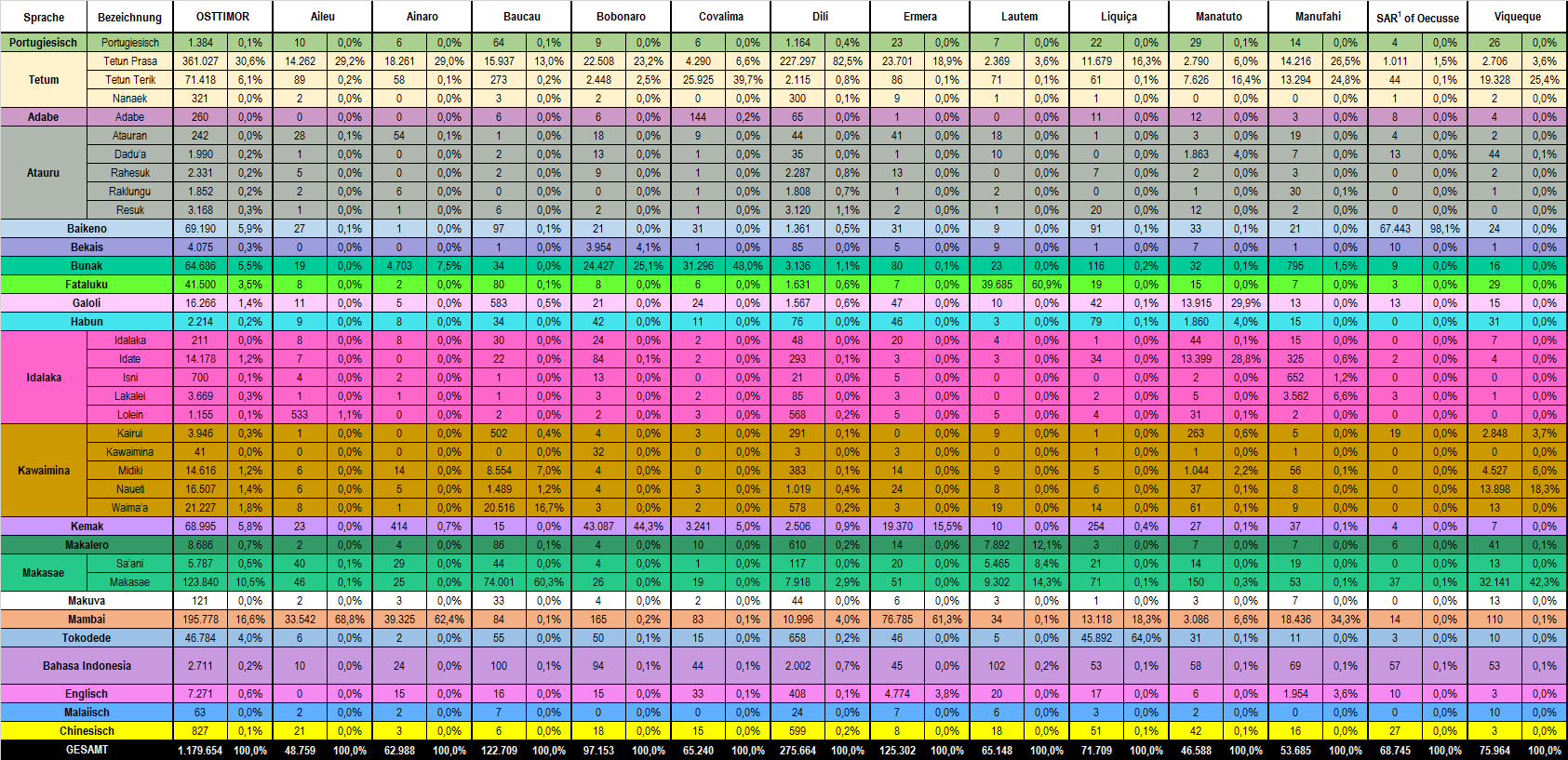
Anzahl der Sprecher der verschiedenen Sprachen in den einzelnen Gemeinden (Stand 2015).

Größte Sprachgruppe in den jeweiligen Sucos Osttimors nach den Ergebnissen der Volkszählung vom Okt. 2010. Daneben die beiden Sprachinseln der Lolein (L) und Makuva (M).

Anteil der Muttersprachler in den Sucos Osttimors (Volkszählung 2010)
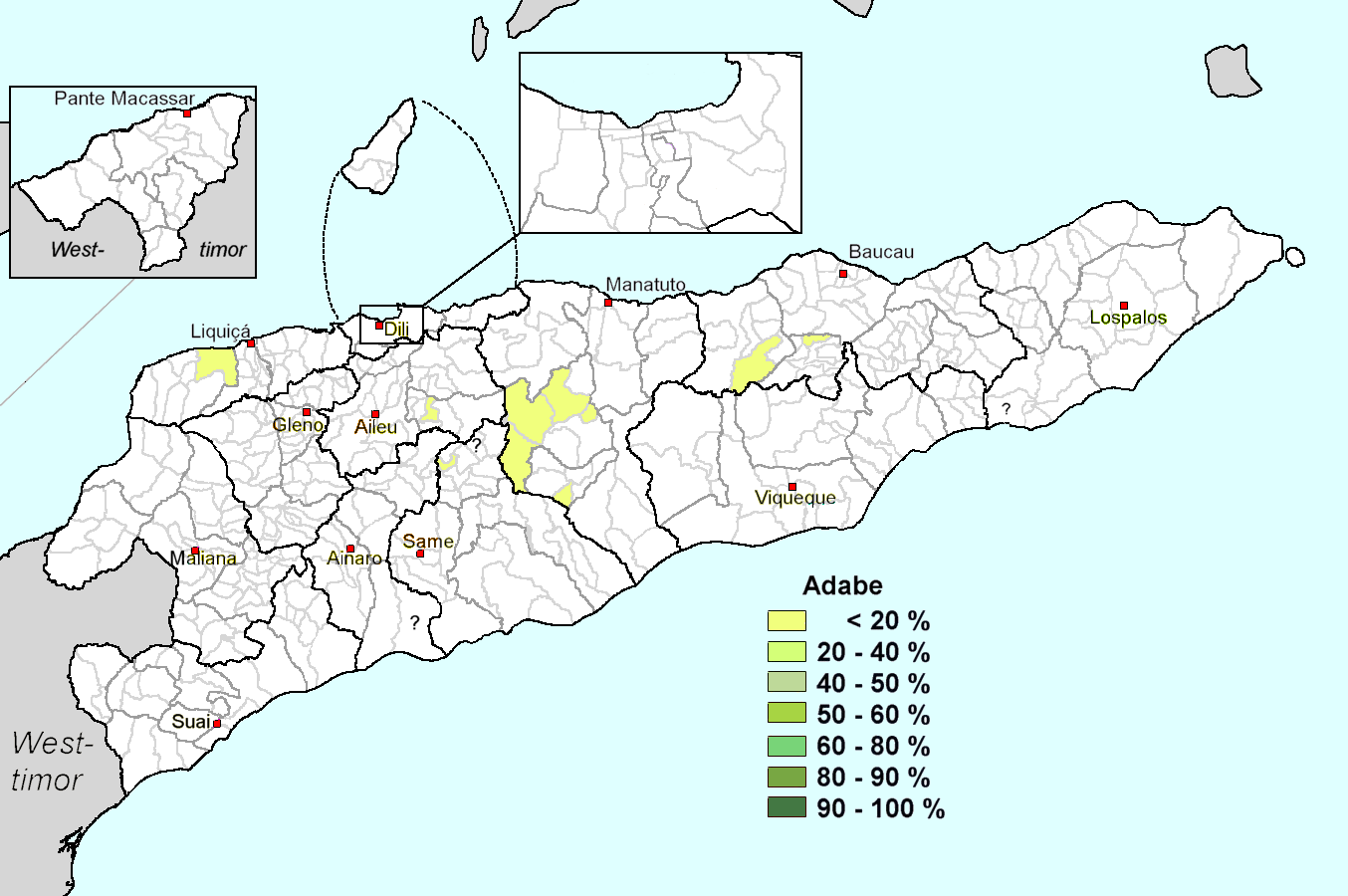
Adabe
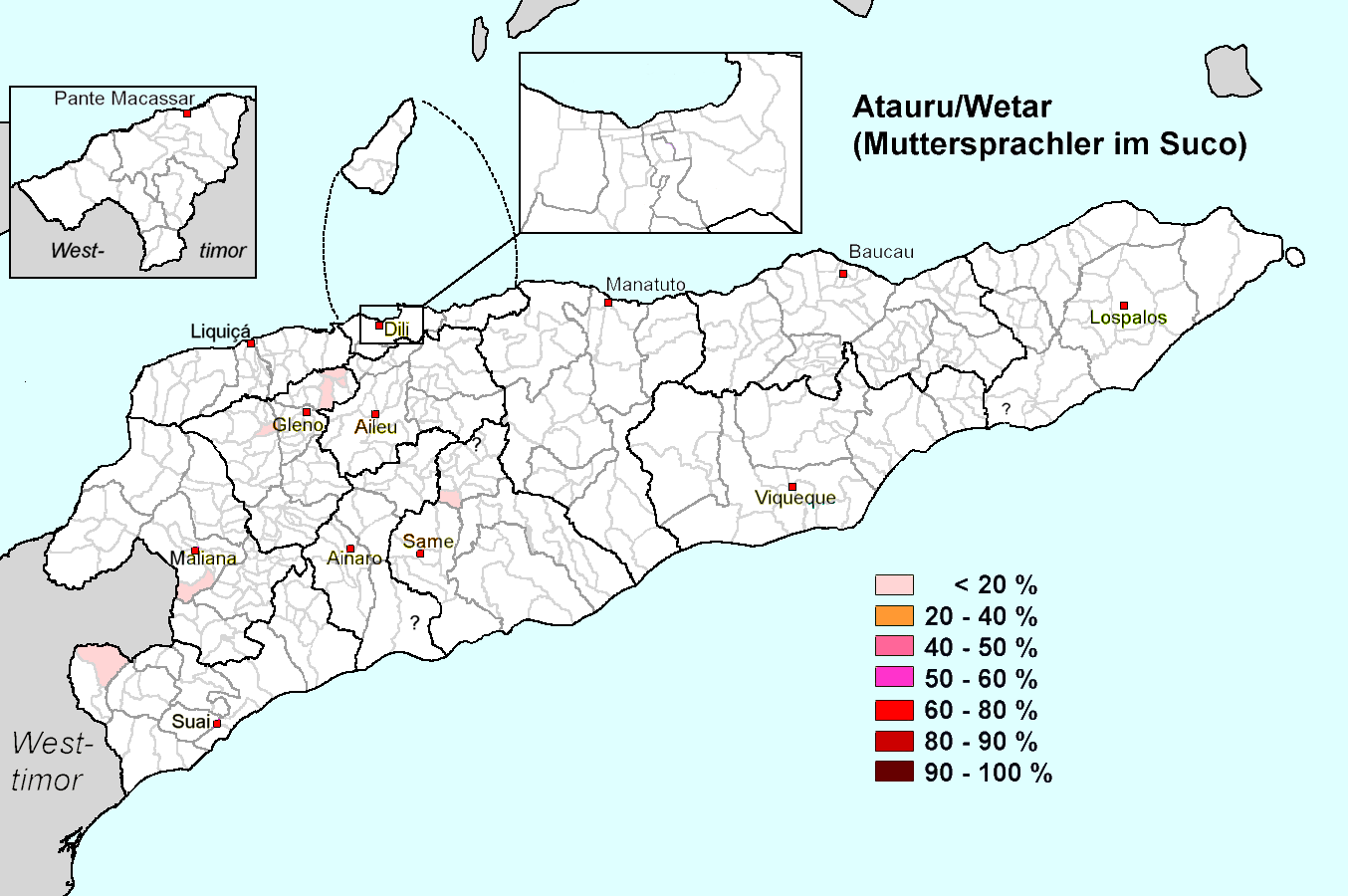
Atauru
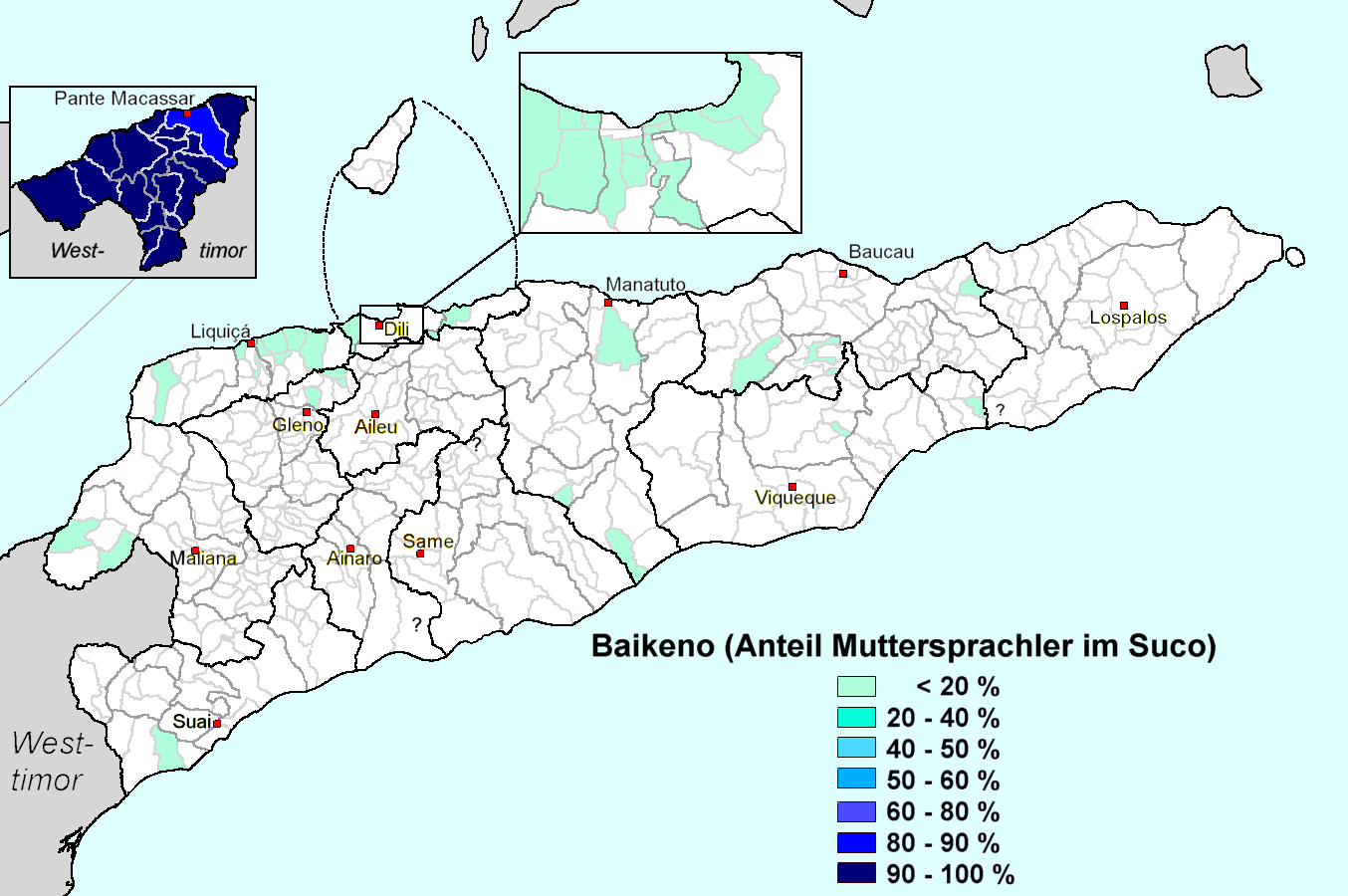
Baikeno
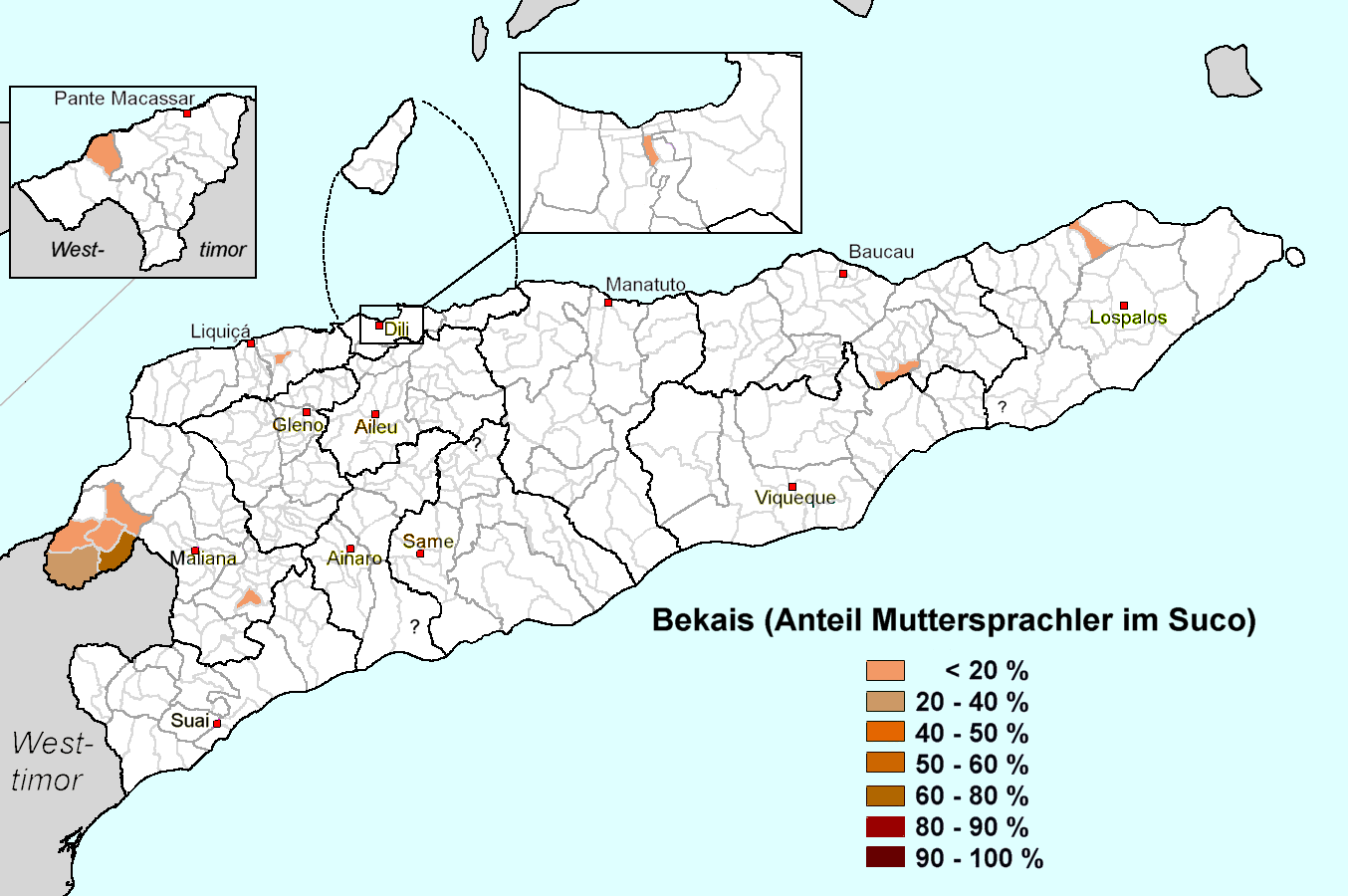
Bekais
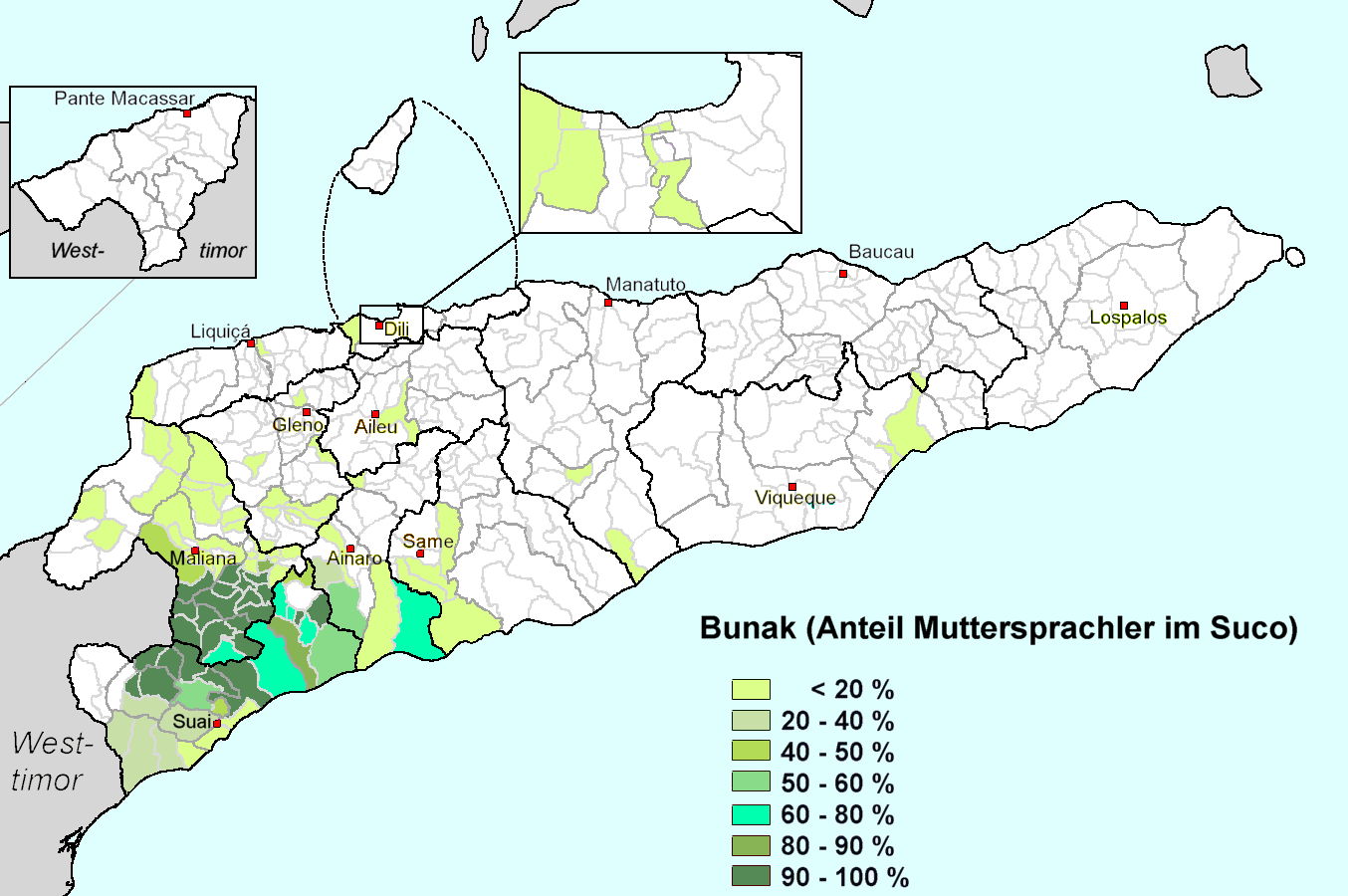
Bunak
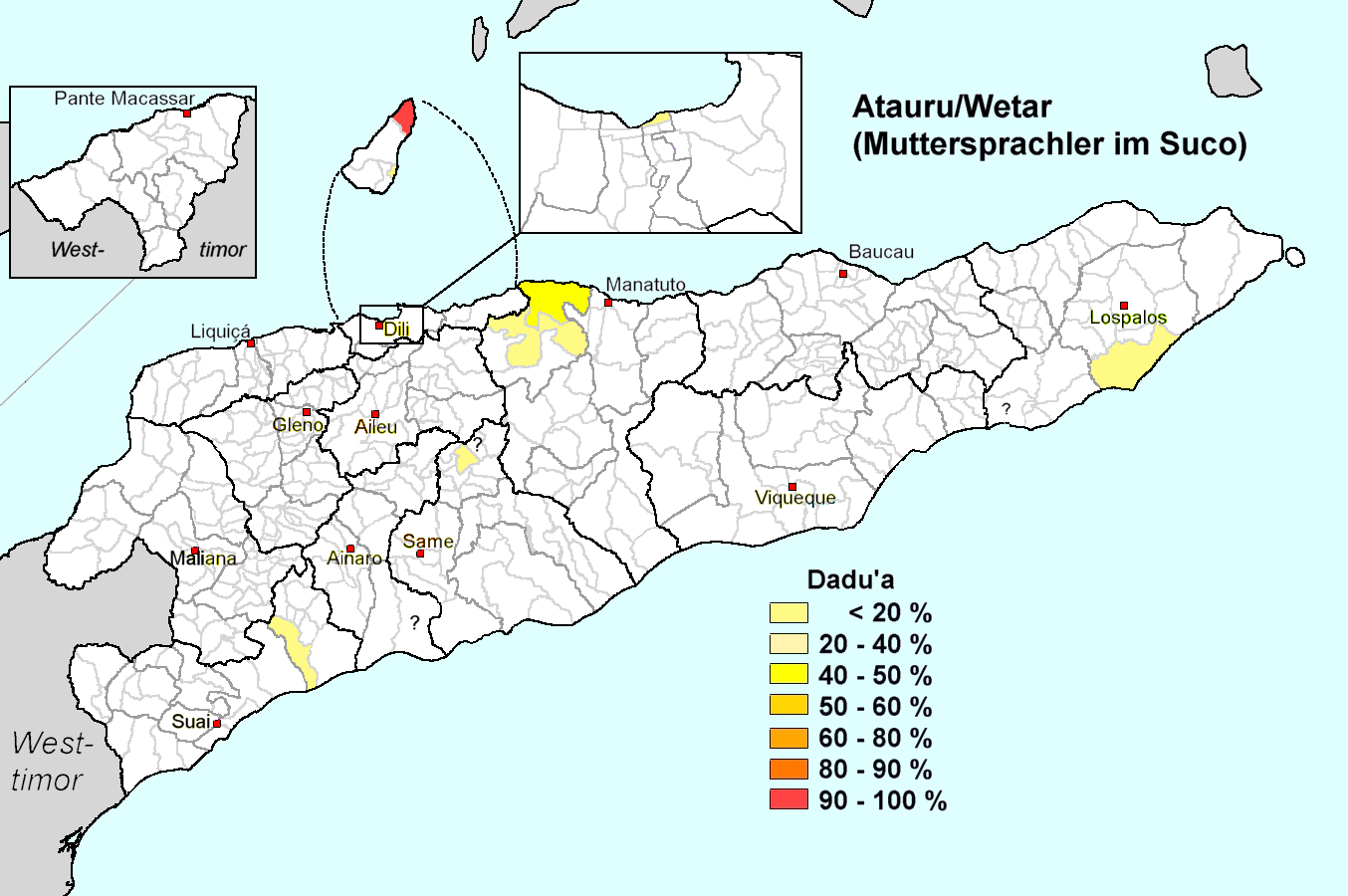
Dadu'a
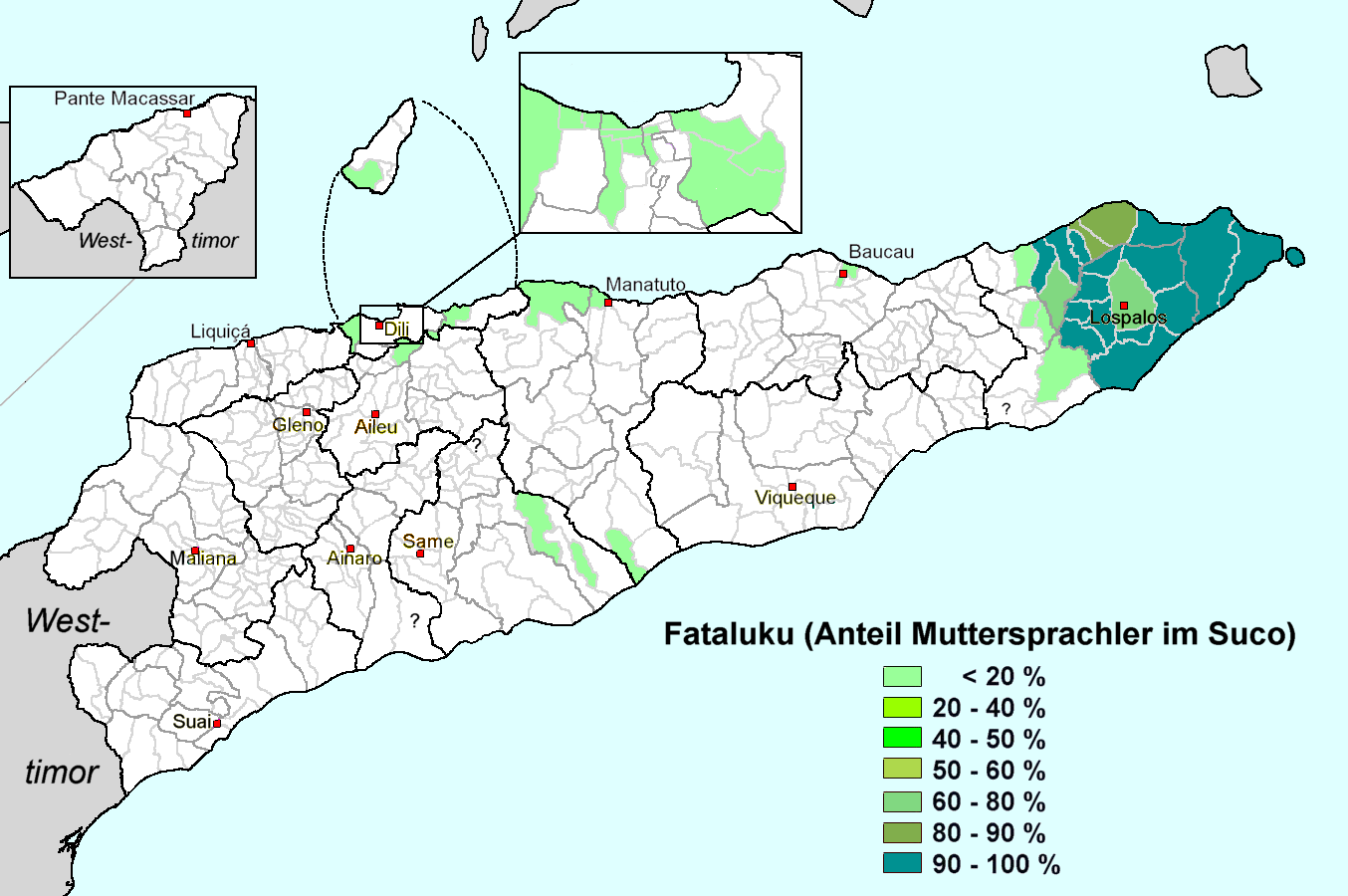
Fataluku
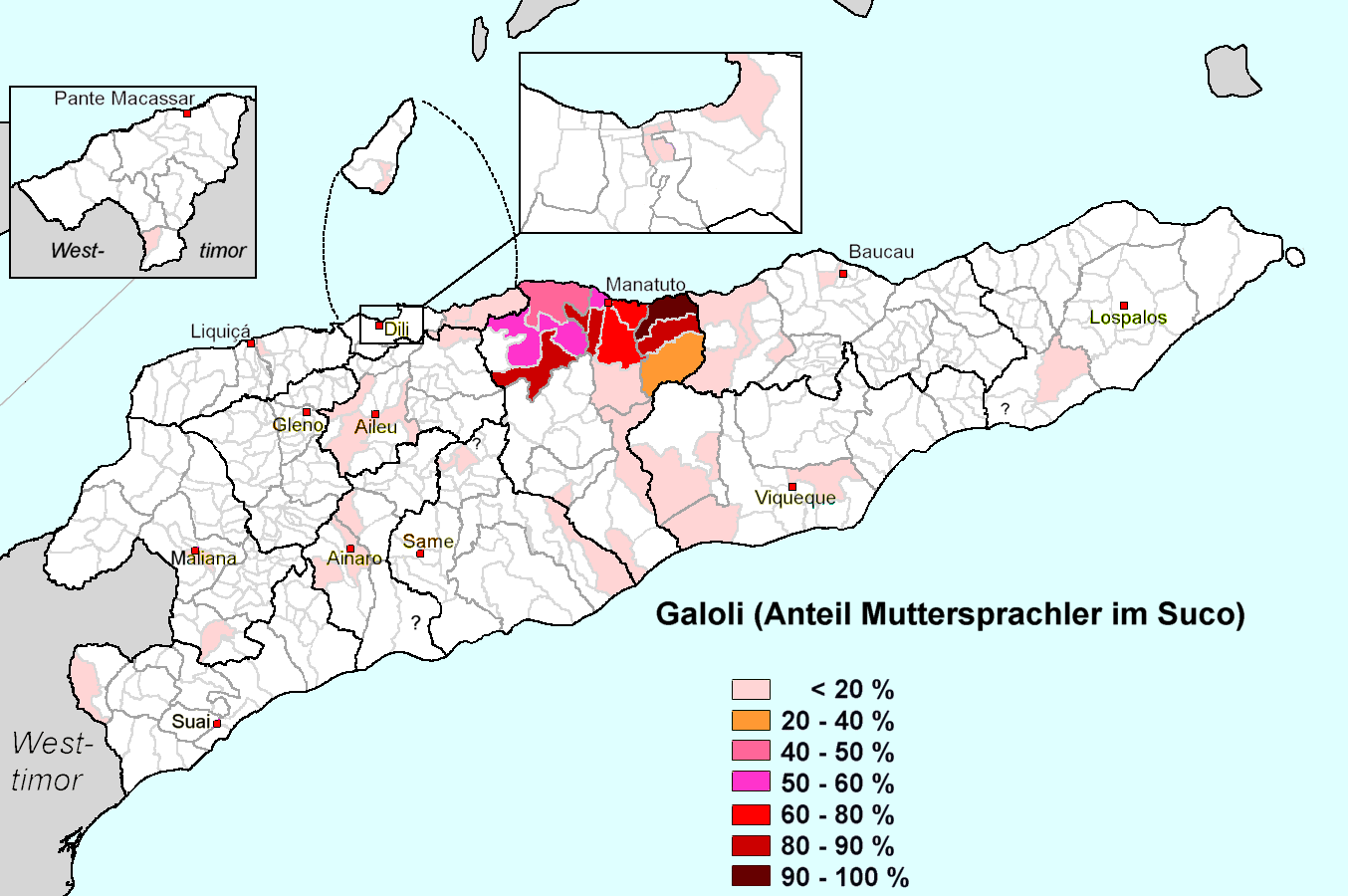
Galoli
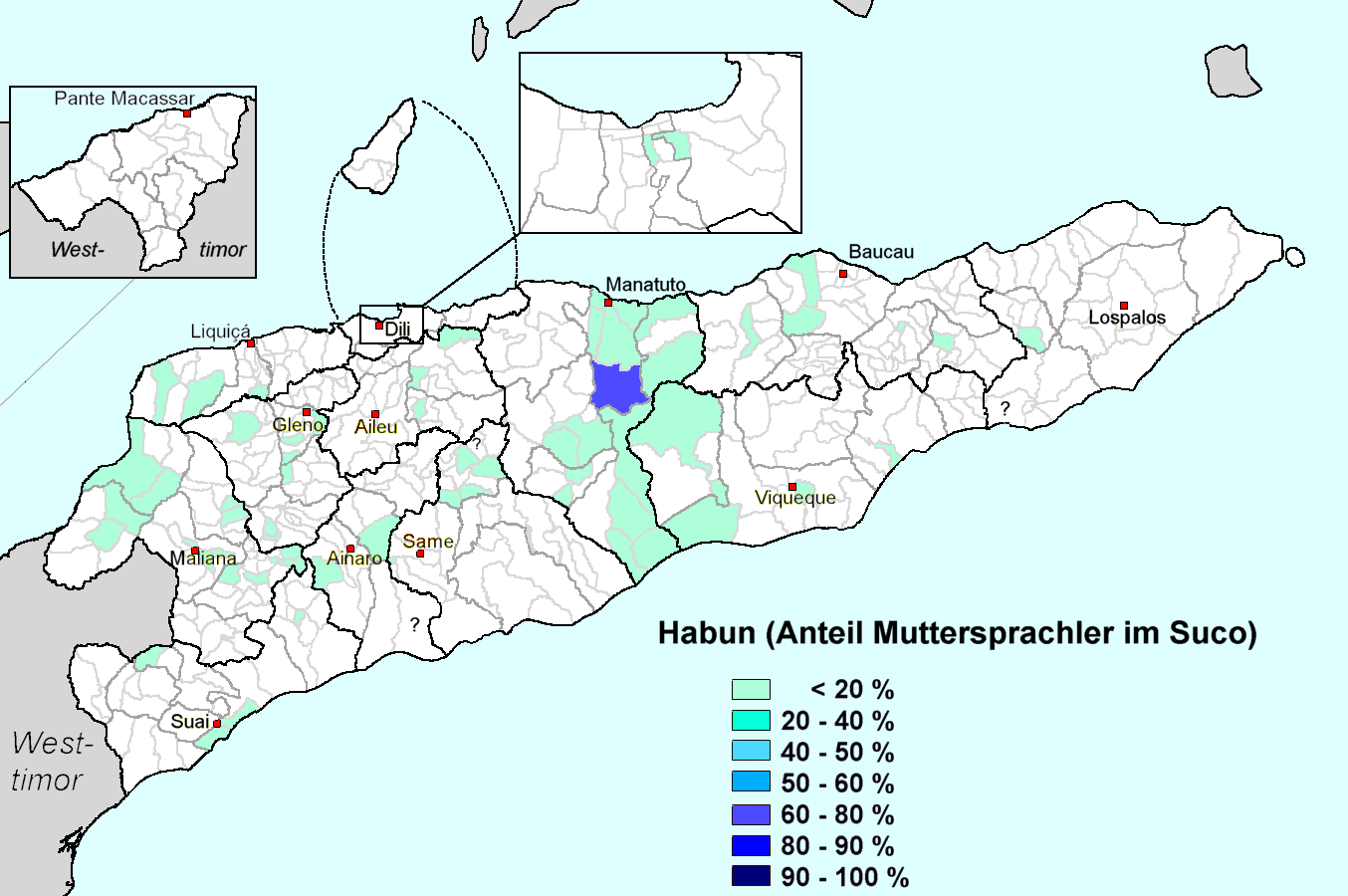
Habun
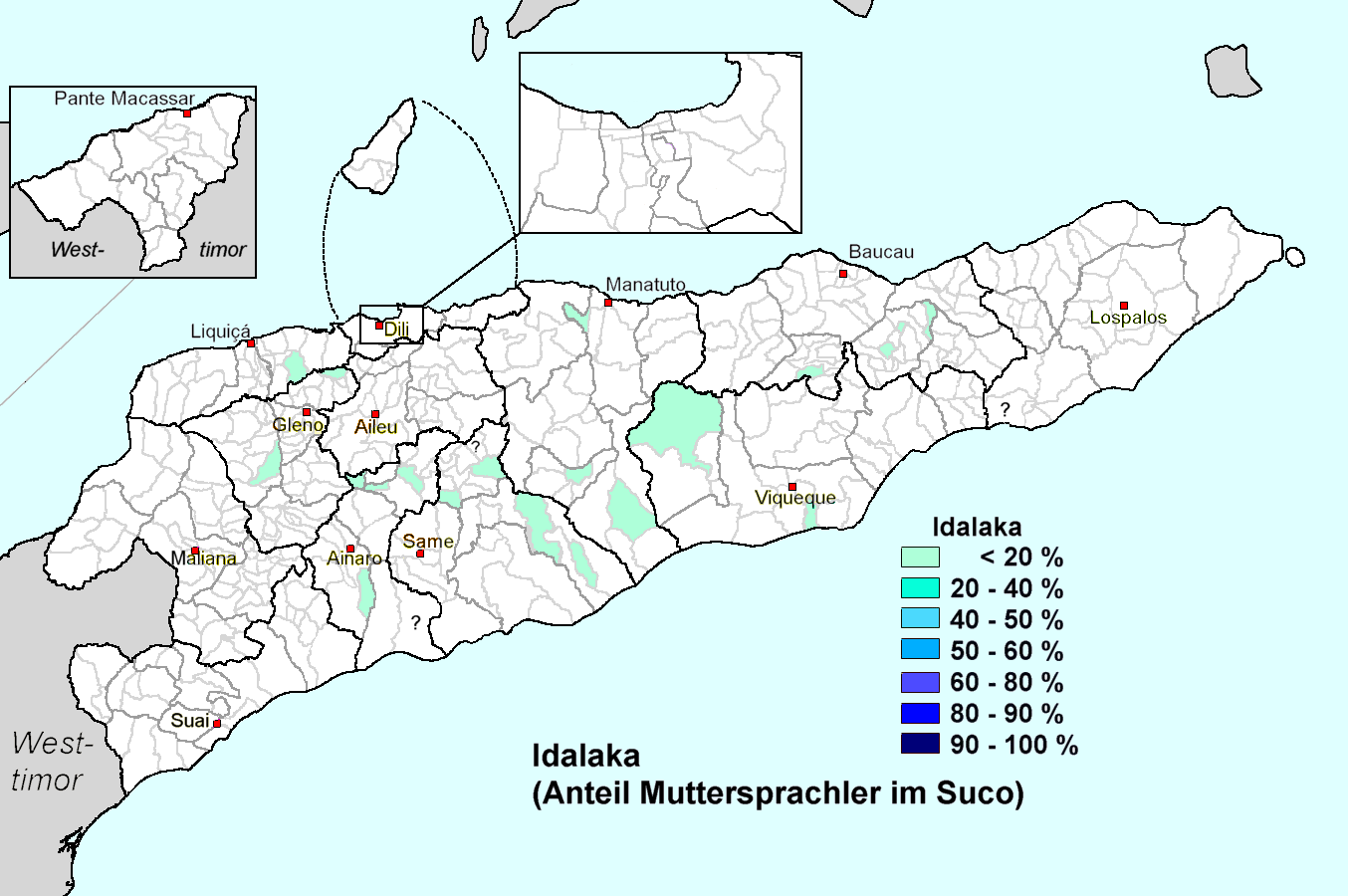
Idalaka
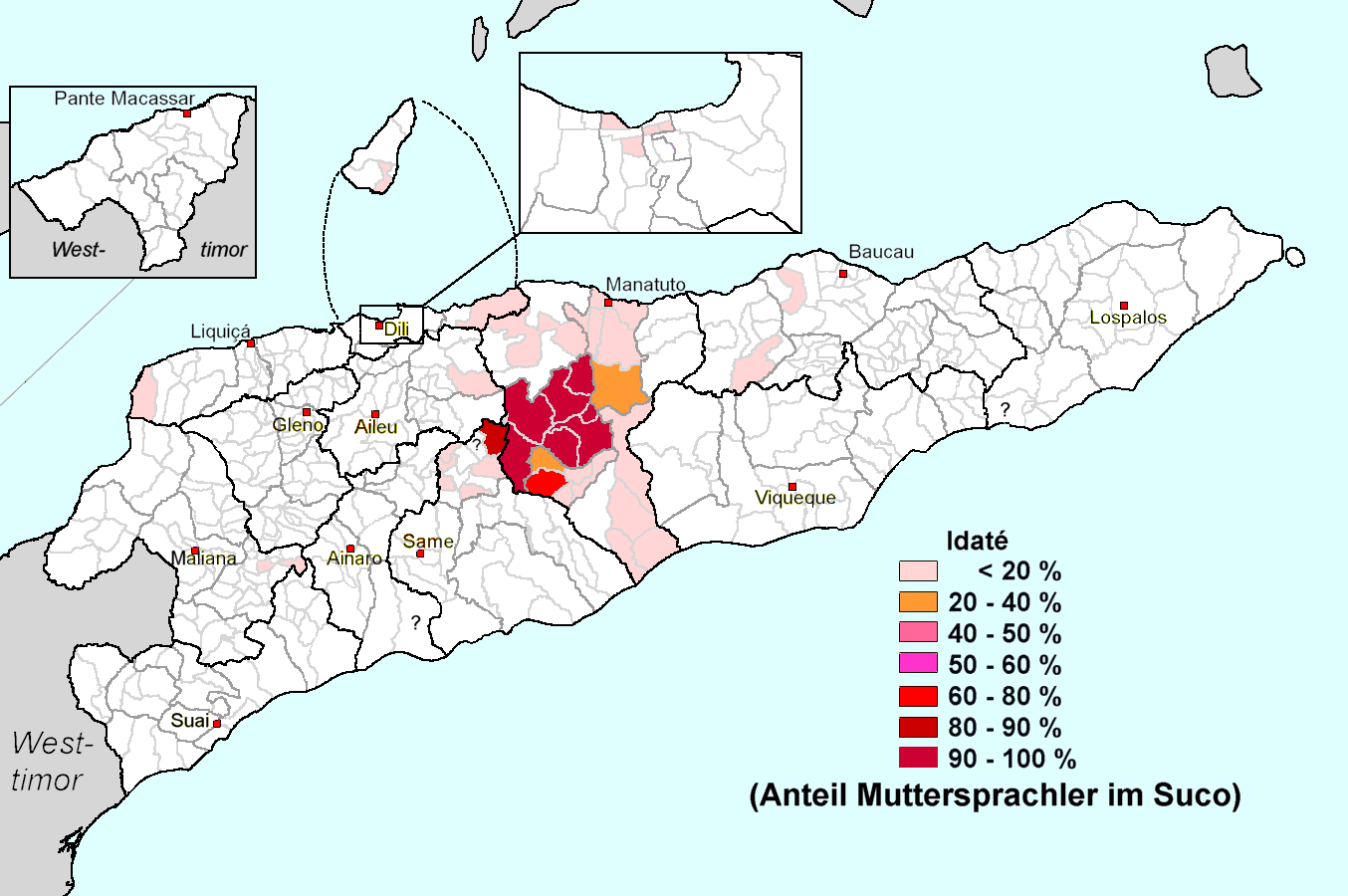
Idaté
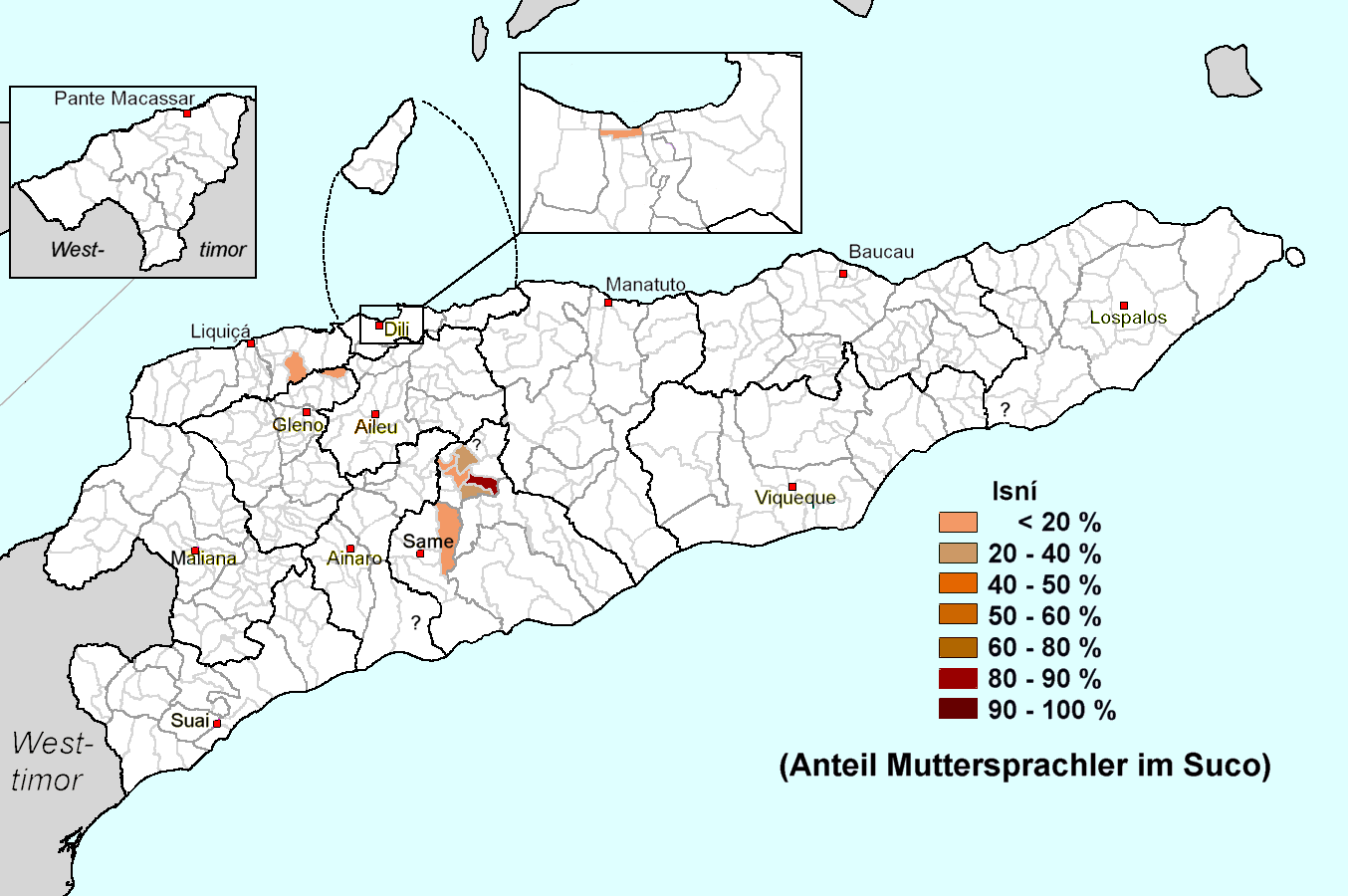
Isní
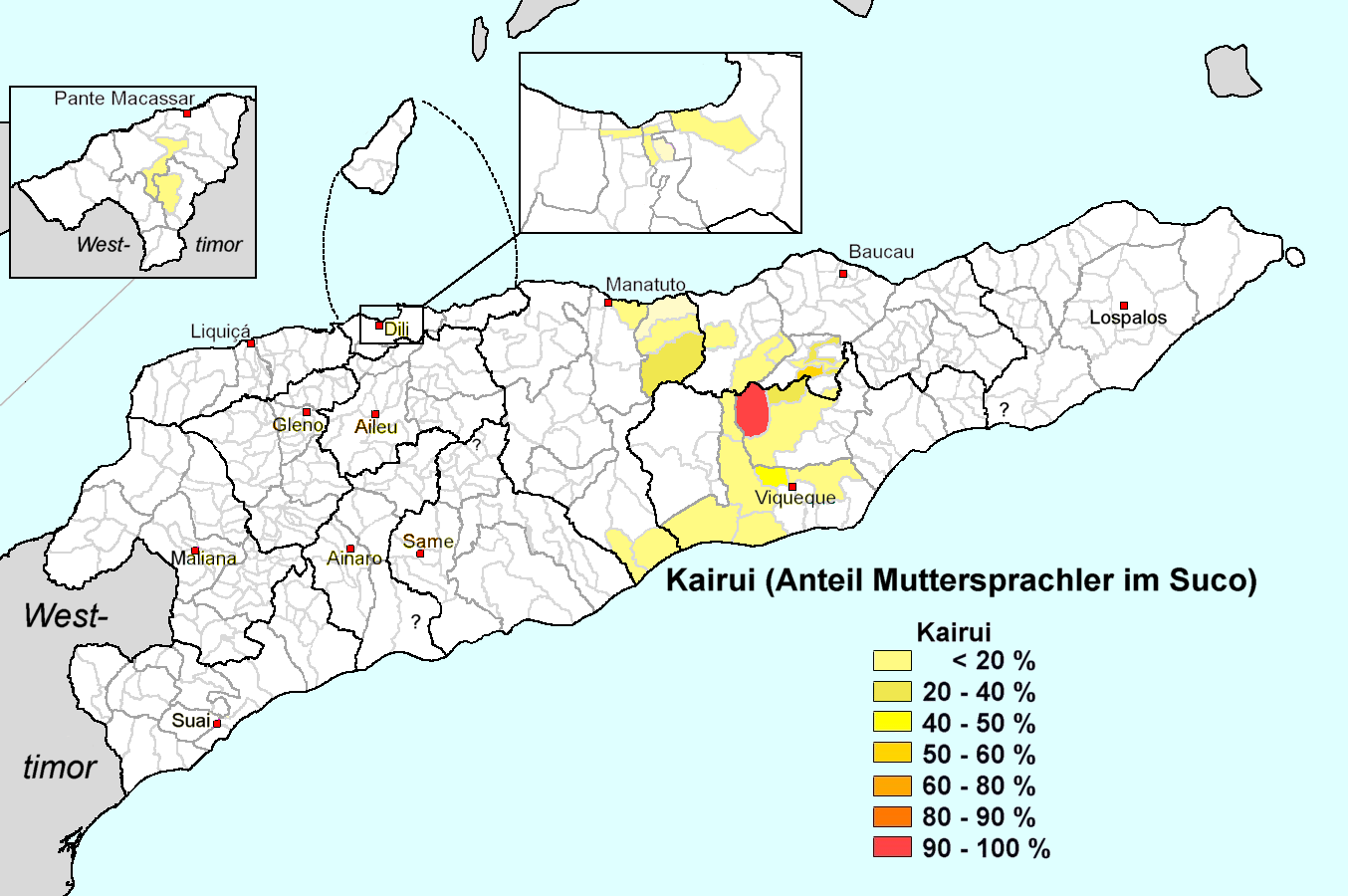
Kairui
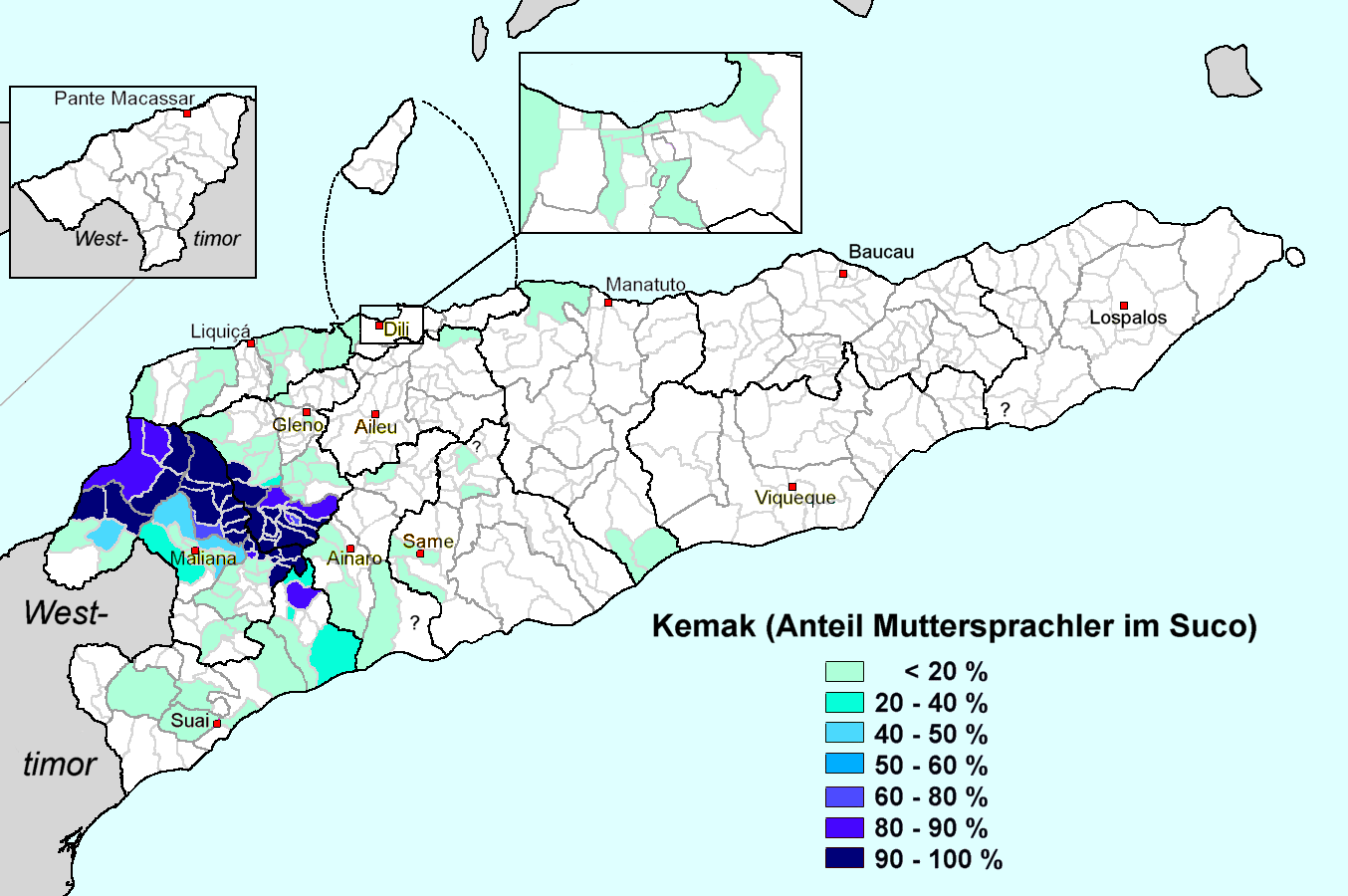
Kemak
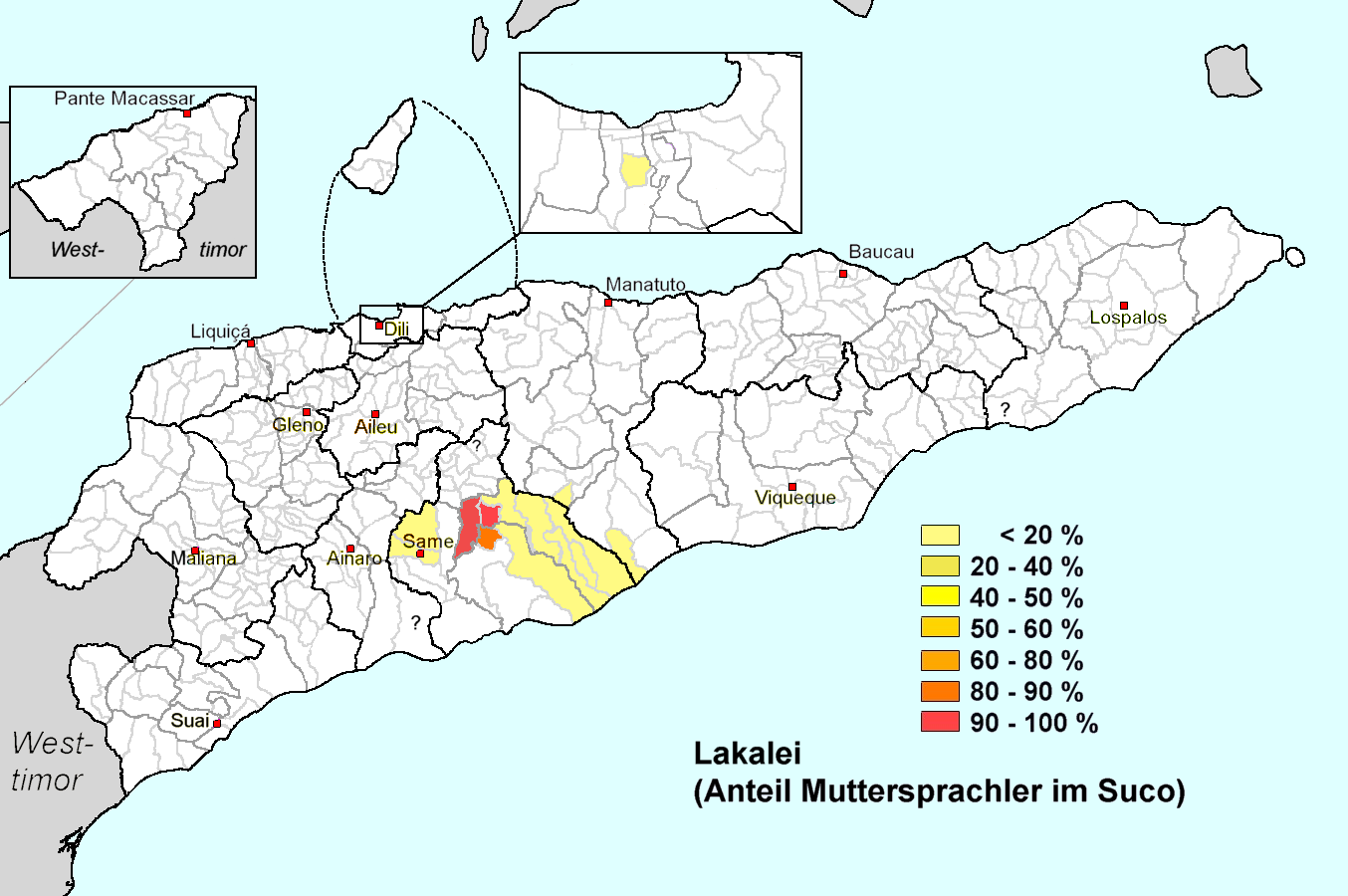
Lakalai
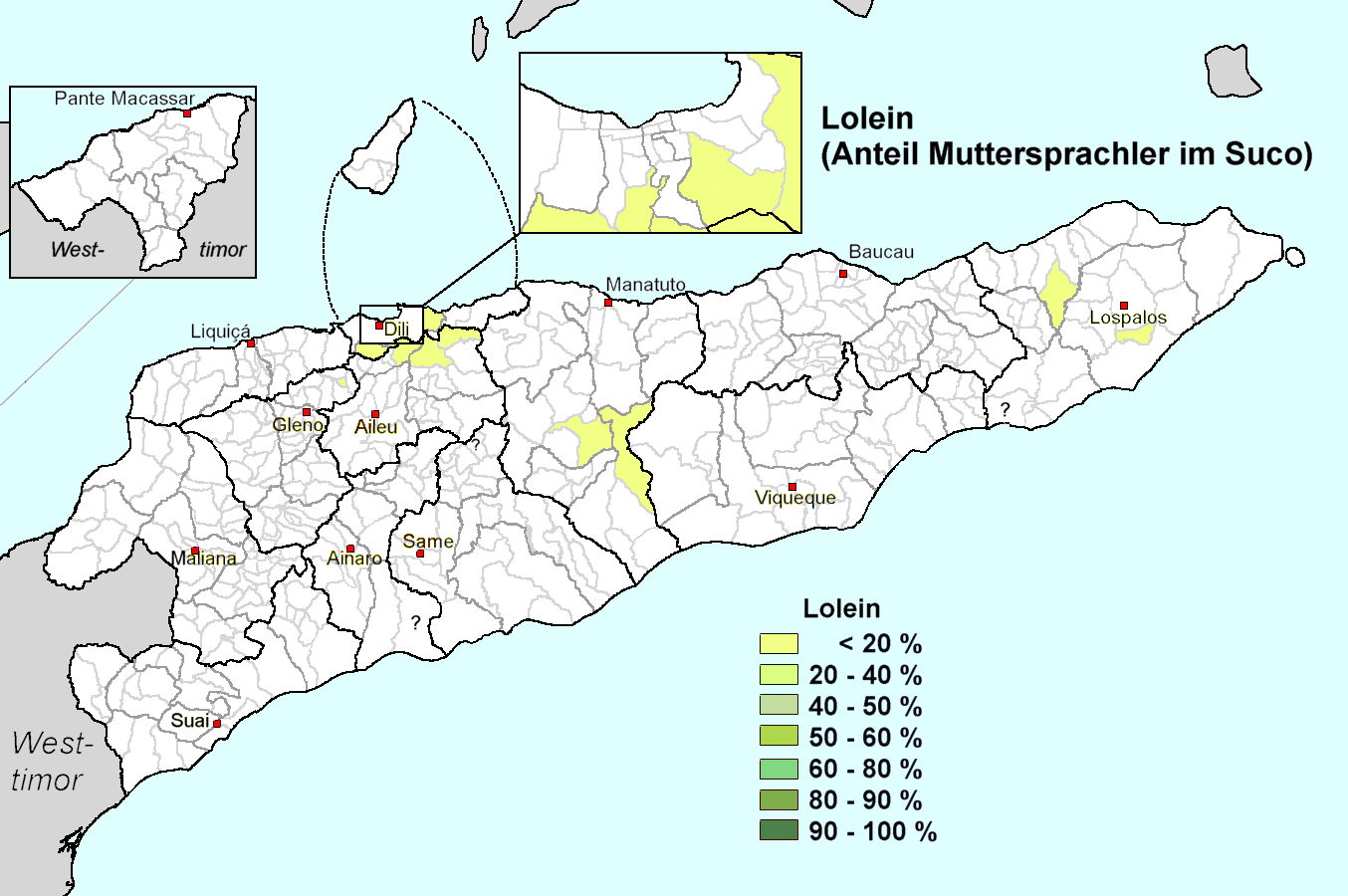
Lolein
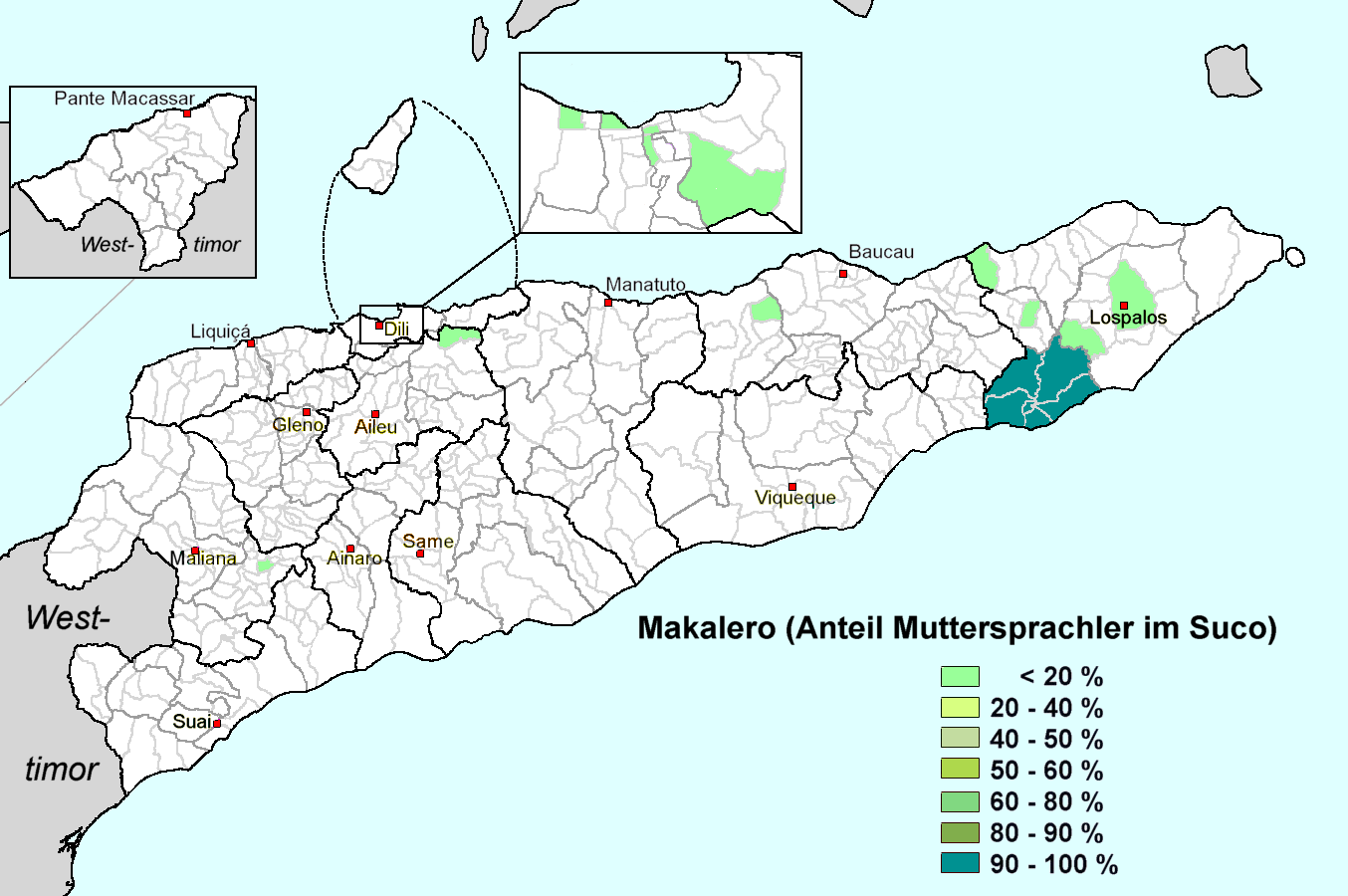
Makalero
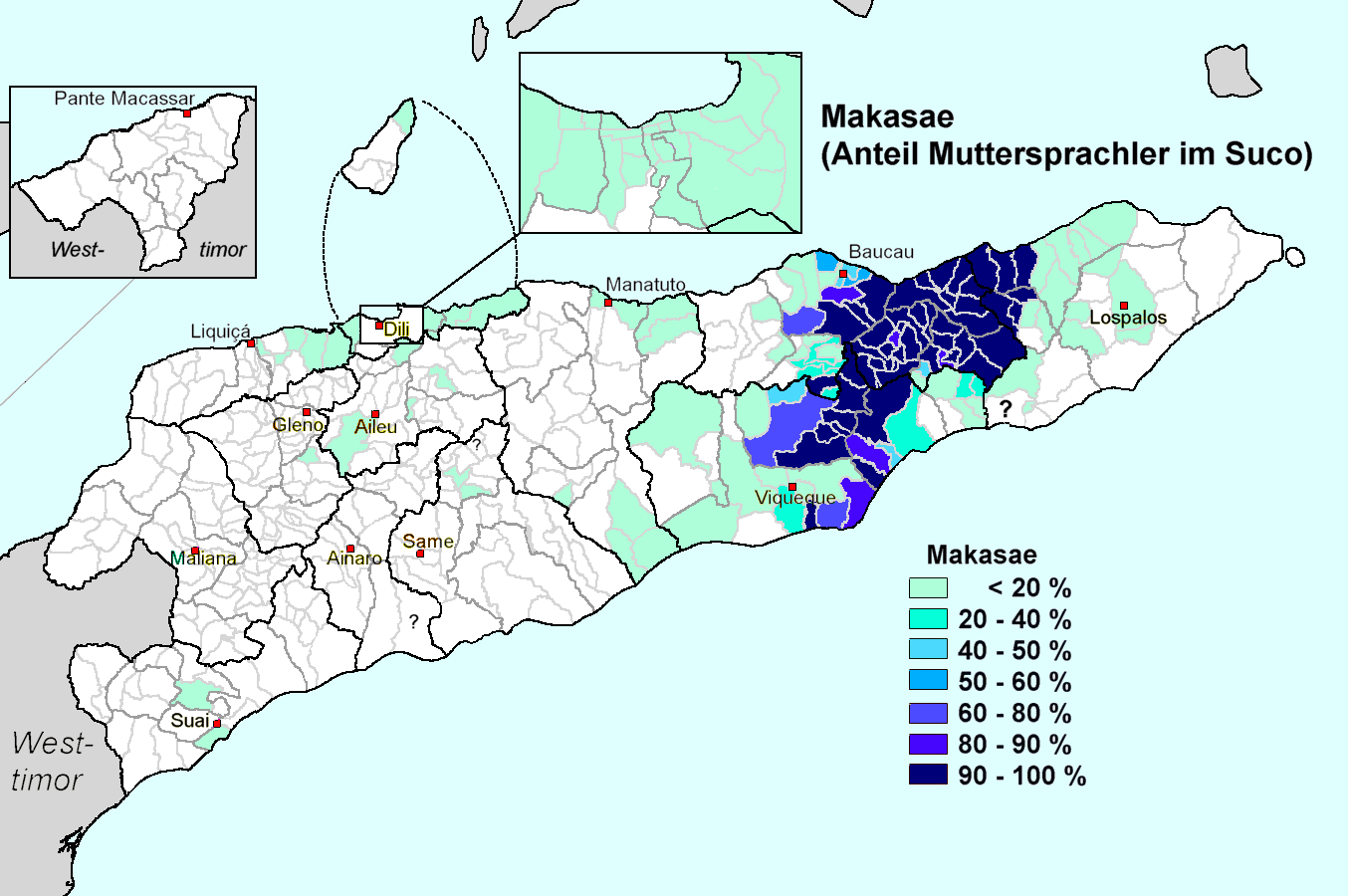
Makasae
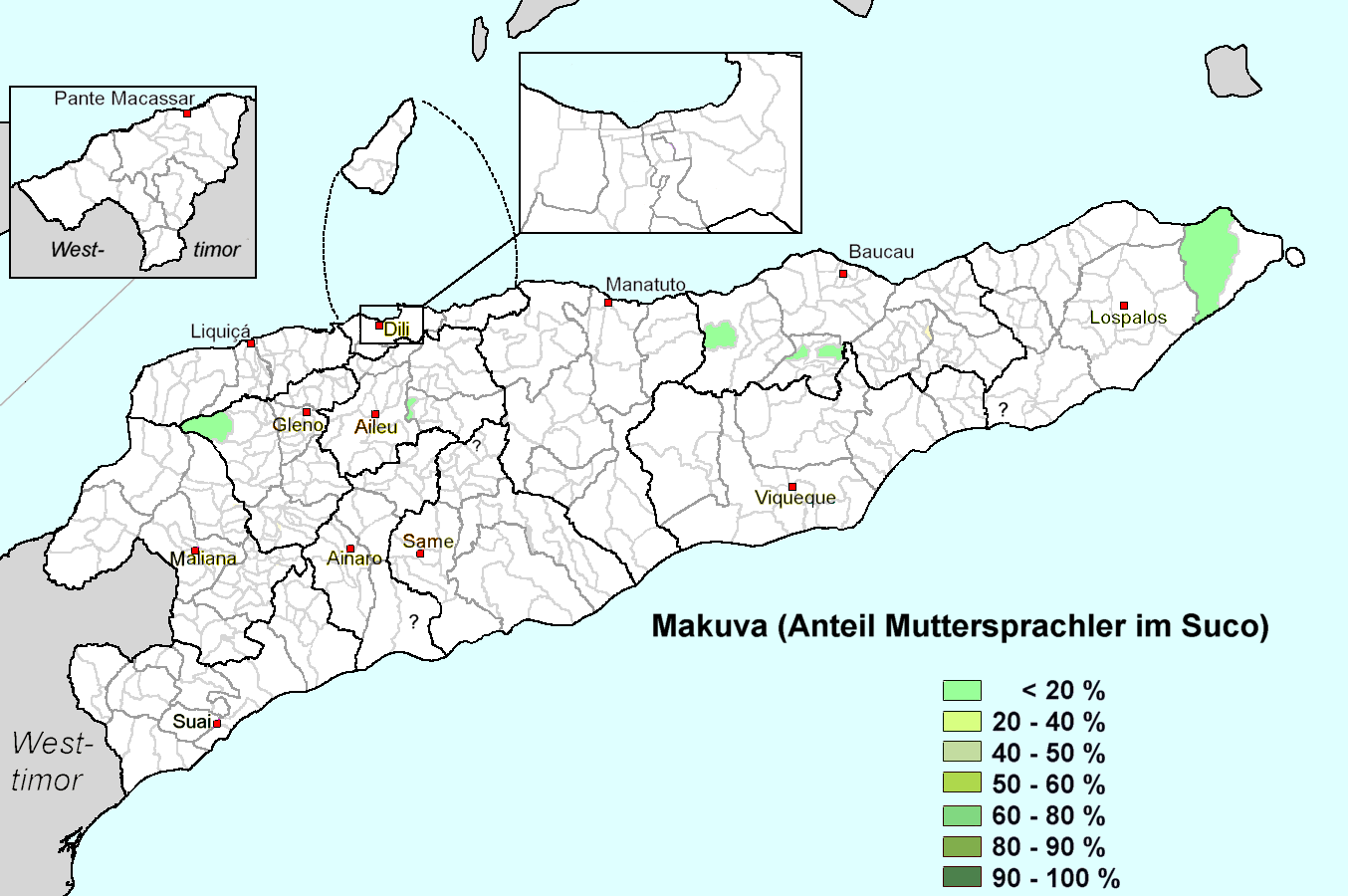
Makuva
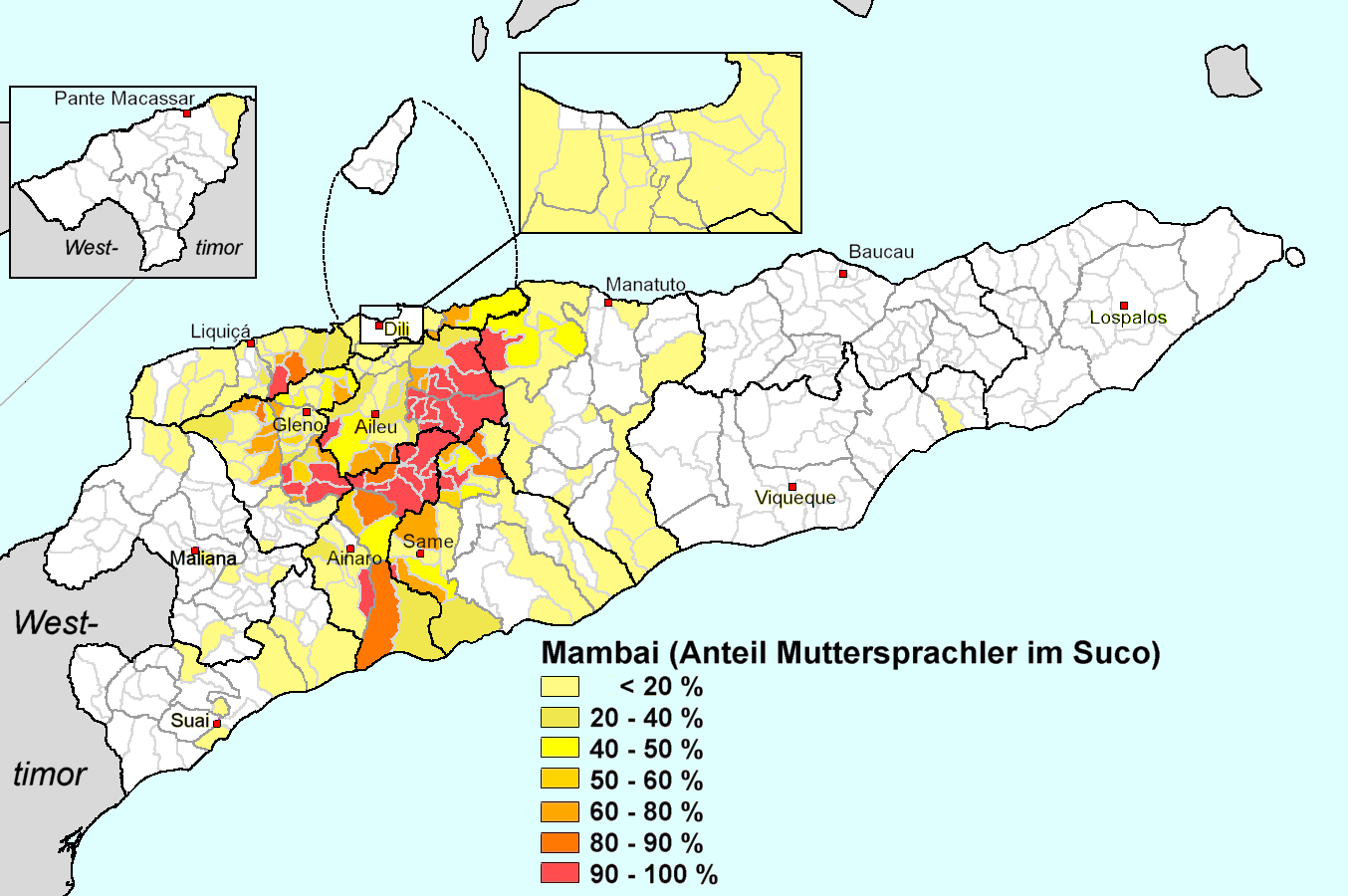
Mambai
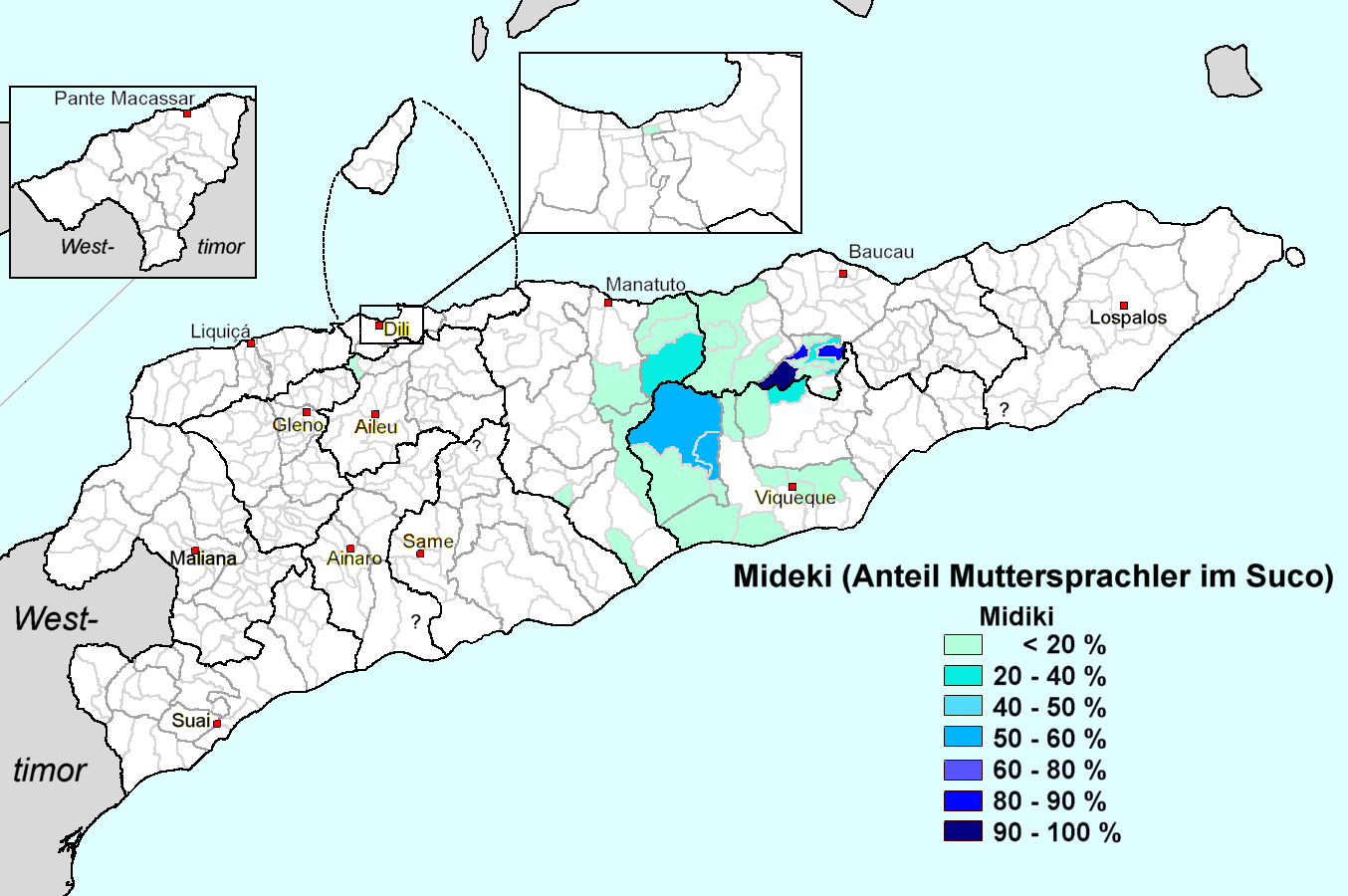
Midiki
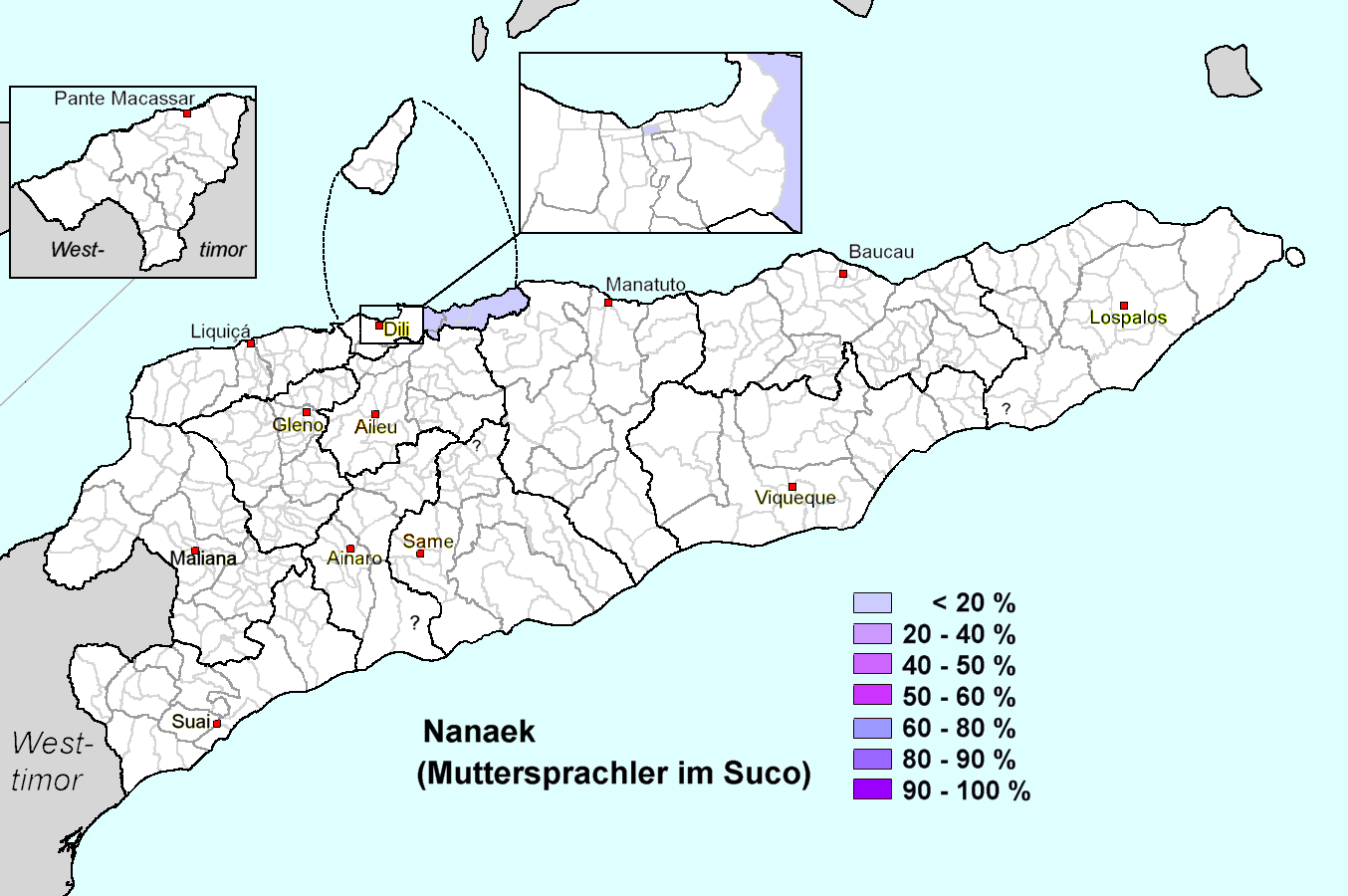
Nanaek
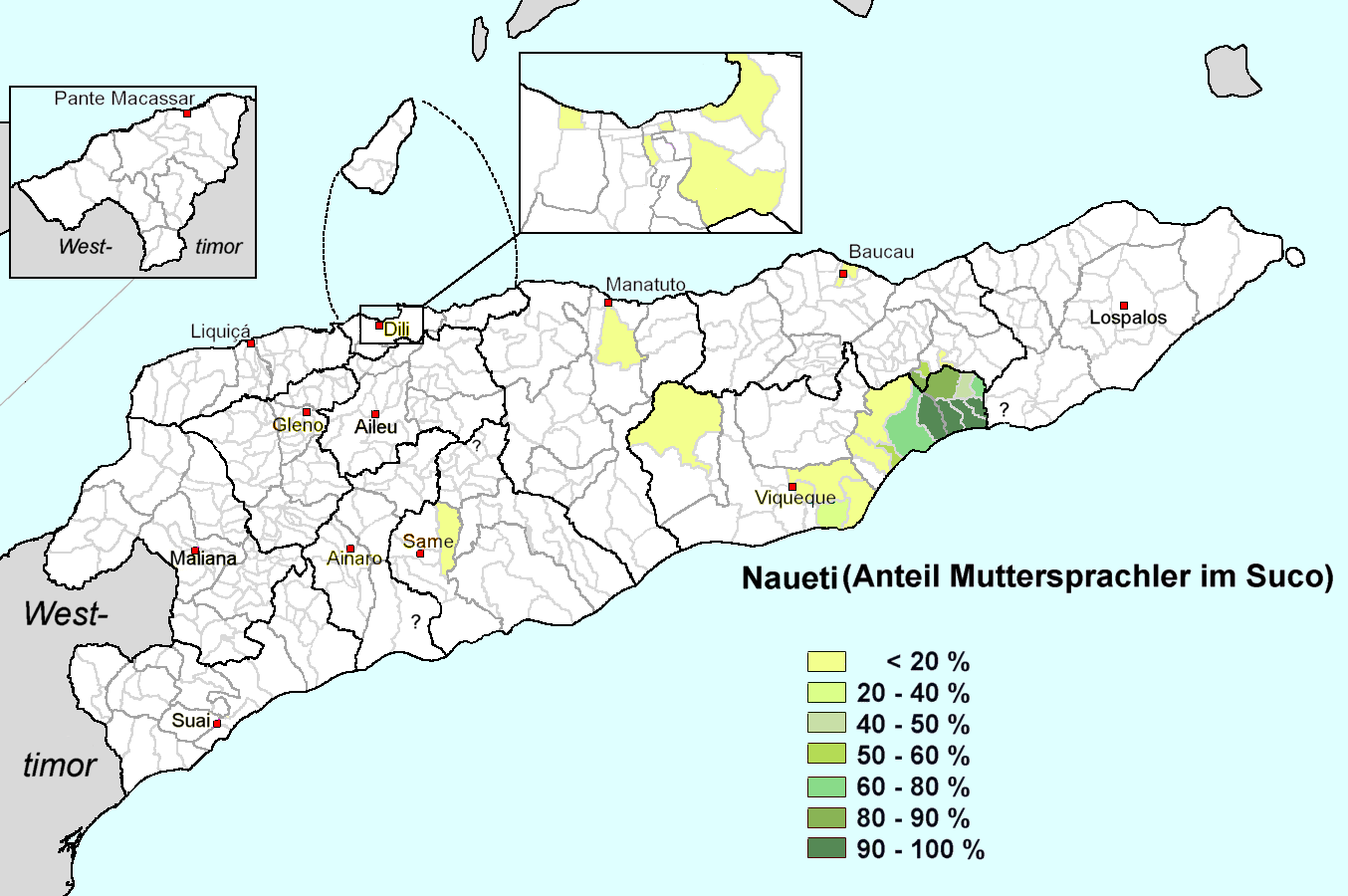
Naueti
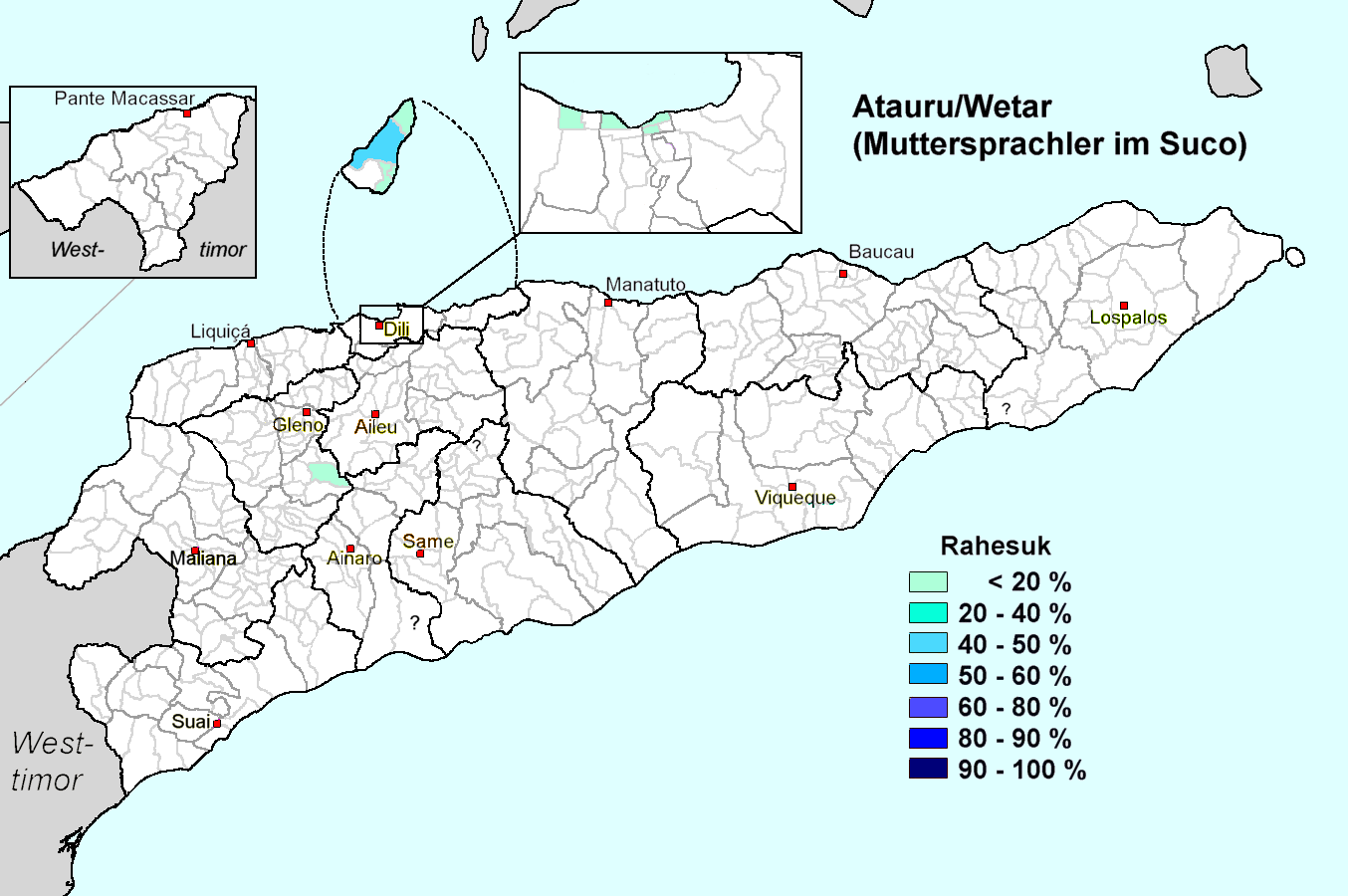
Rahesuk
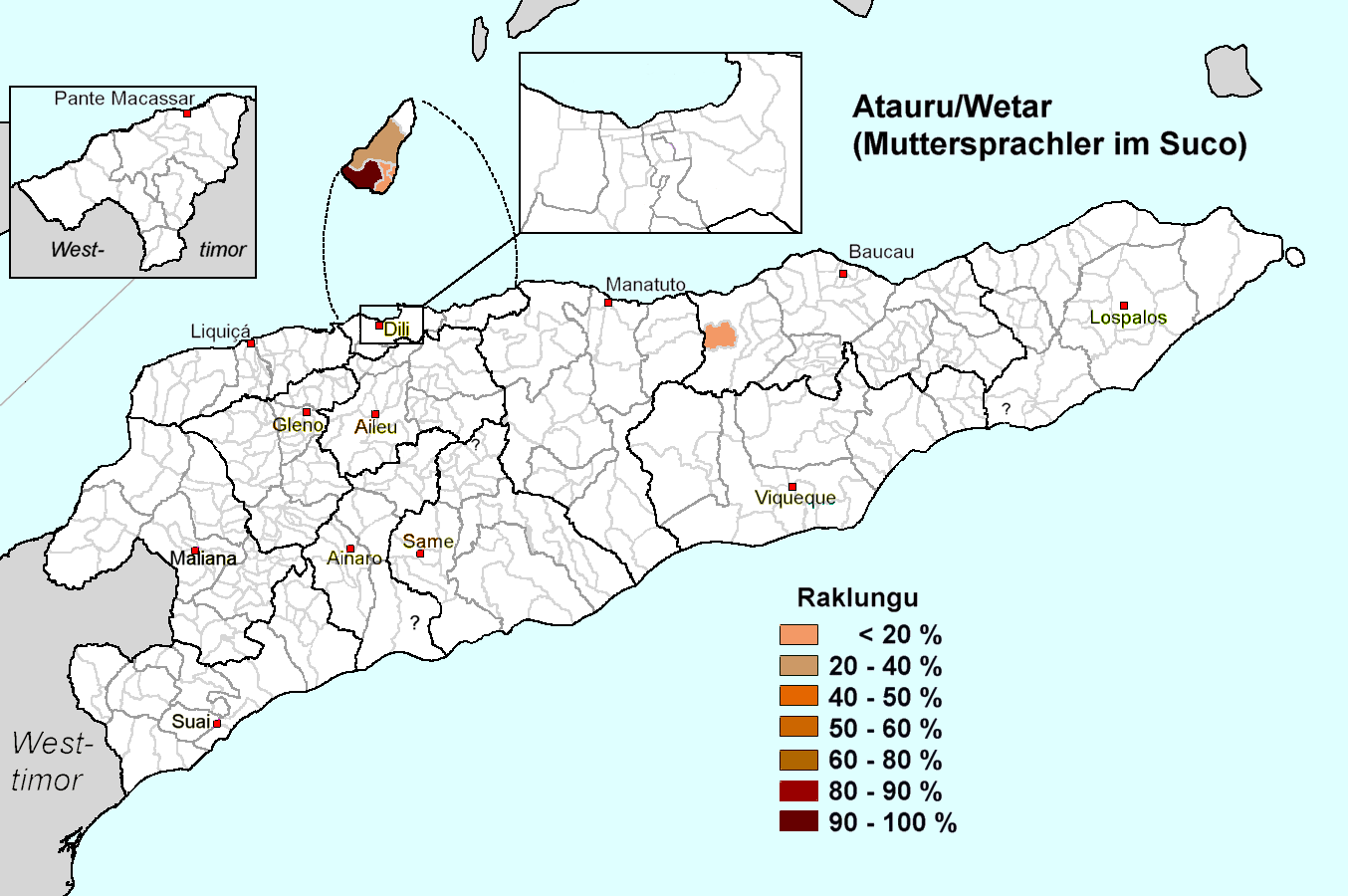
Raklungu
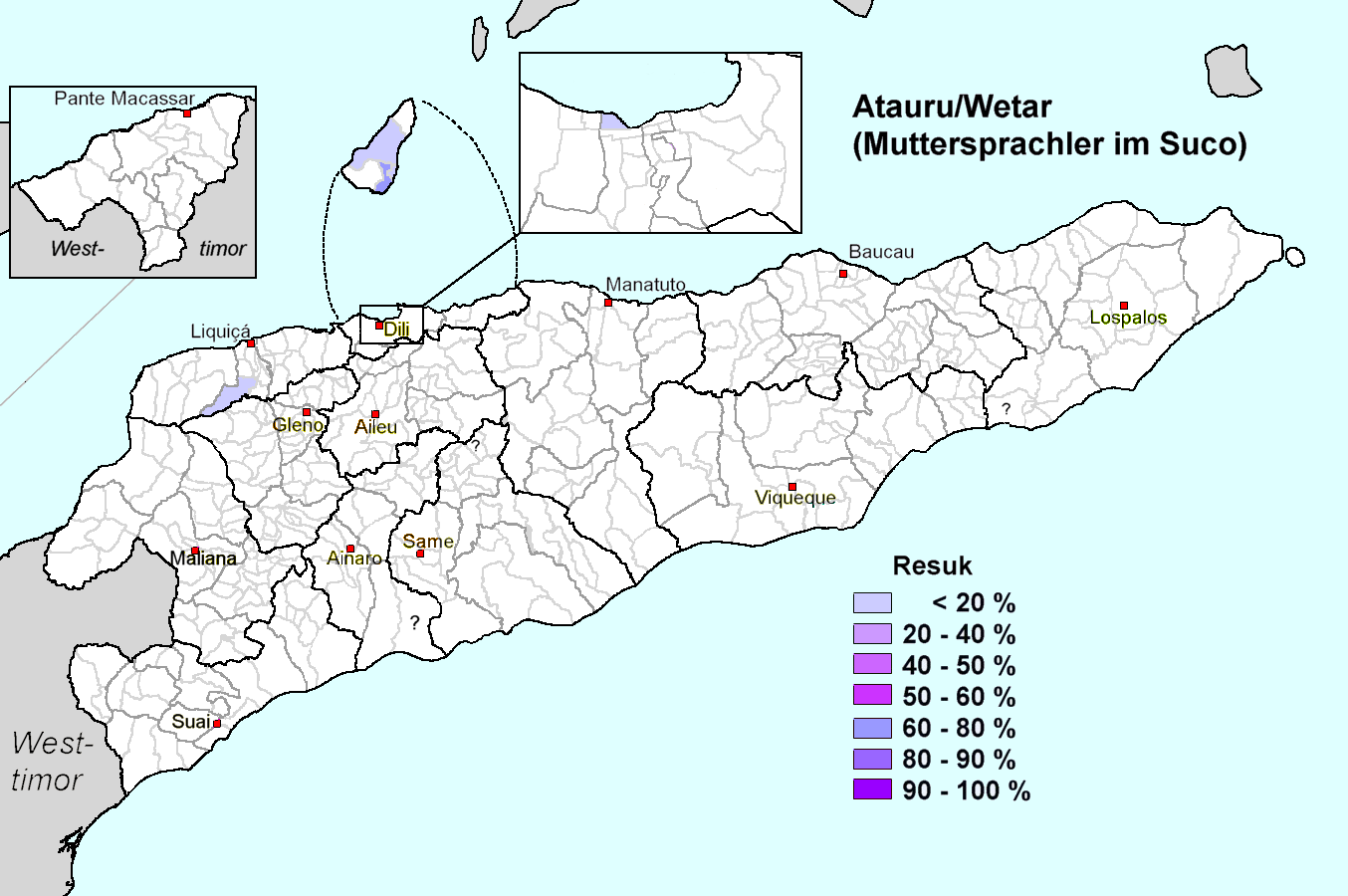
Resuk
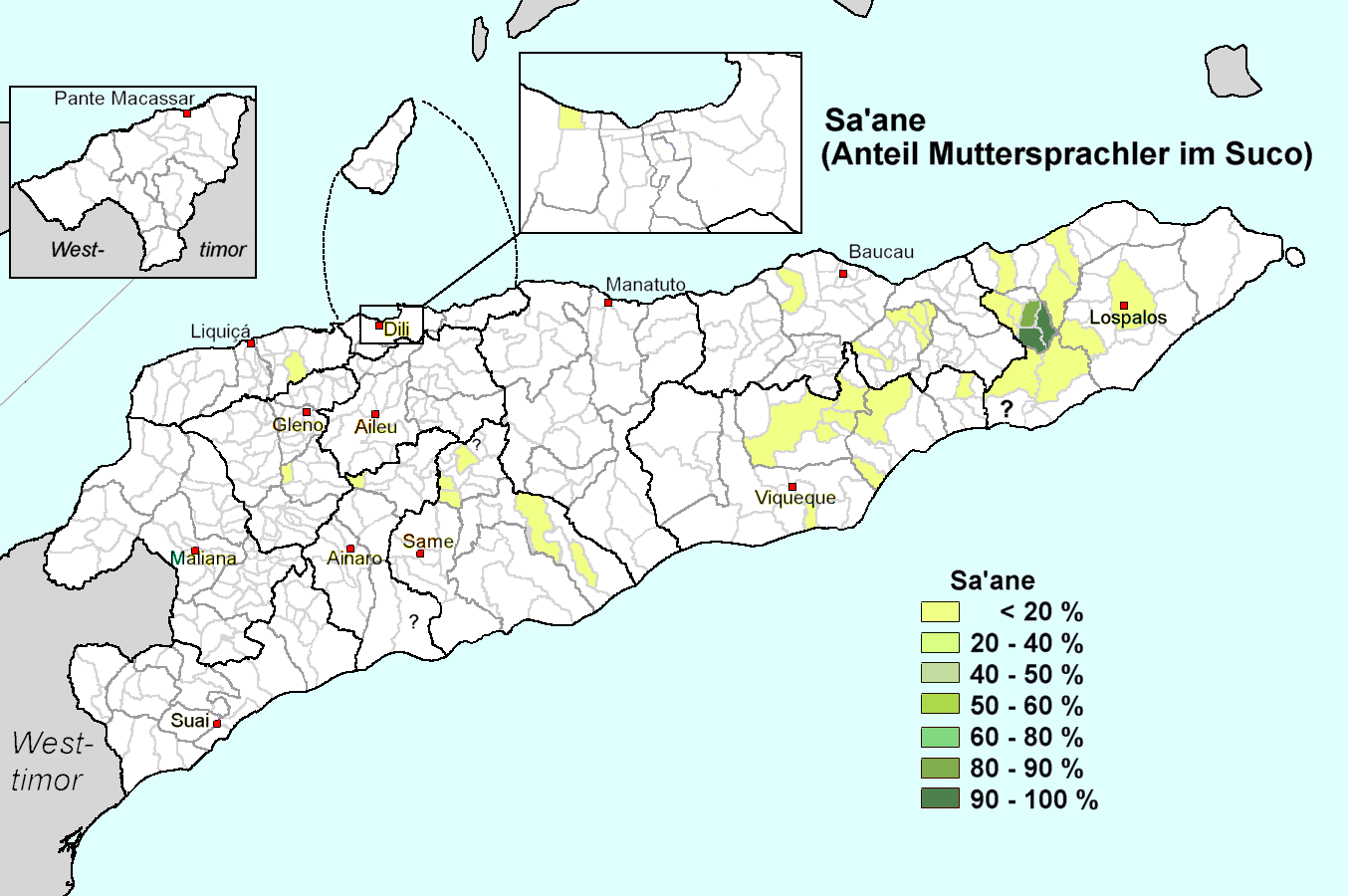
Sa'ane
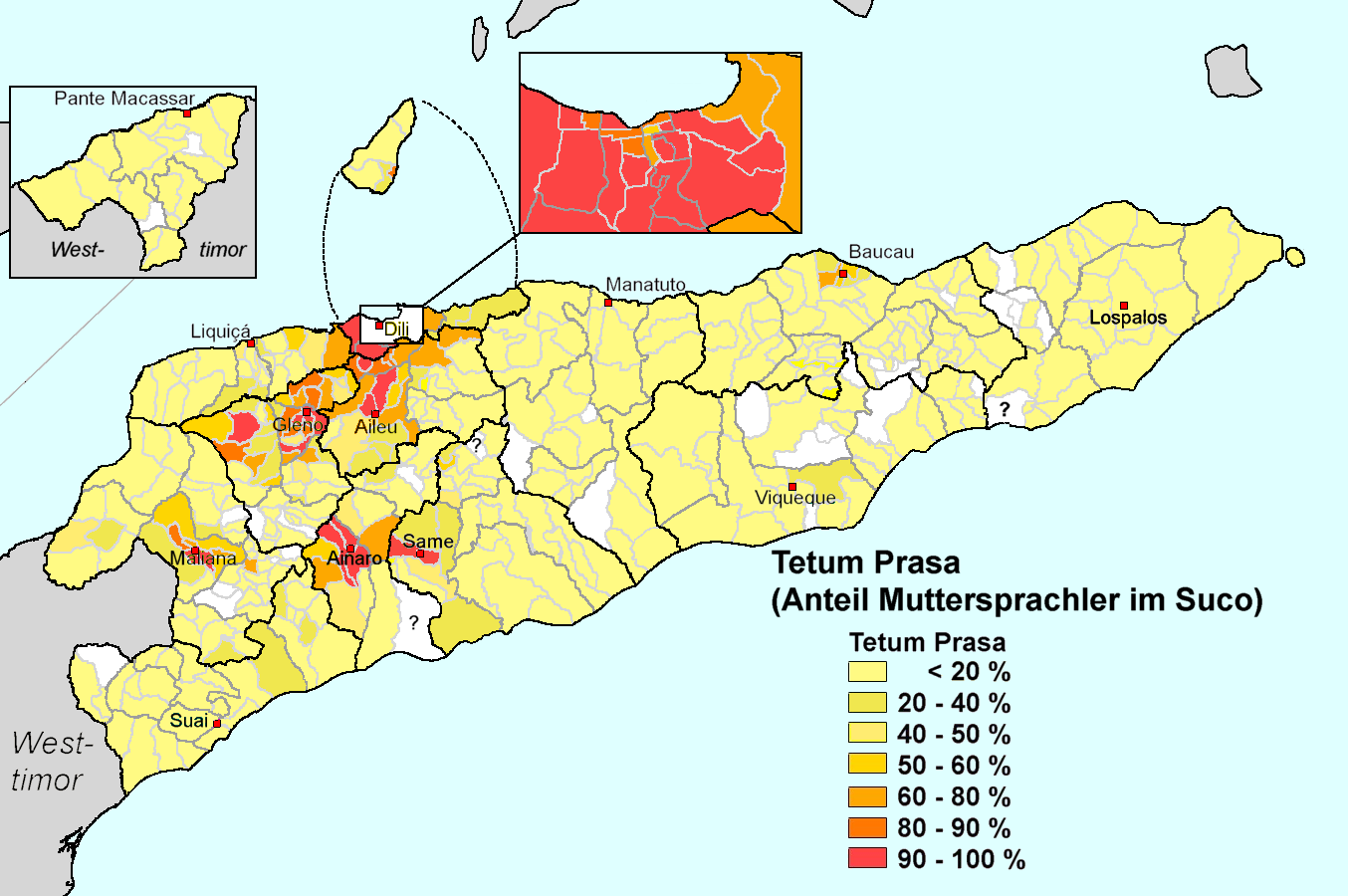
Tetum Prasa
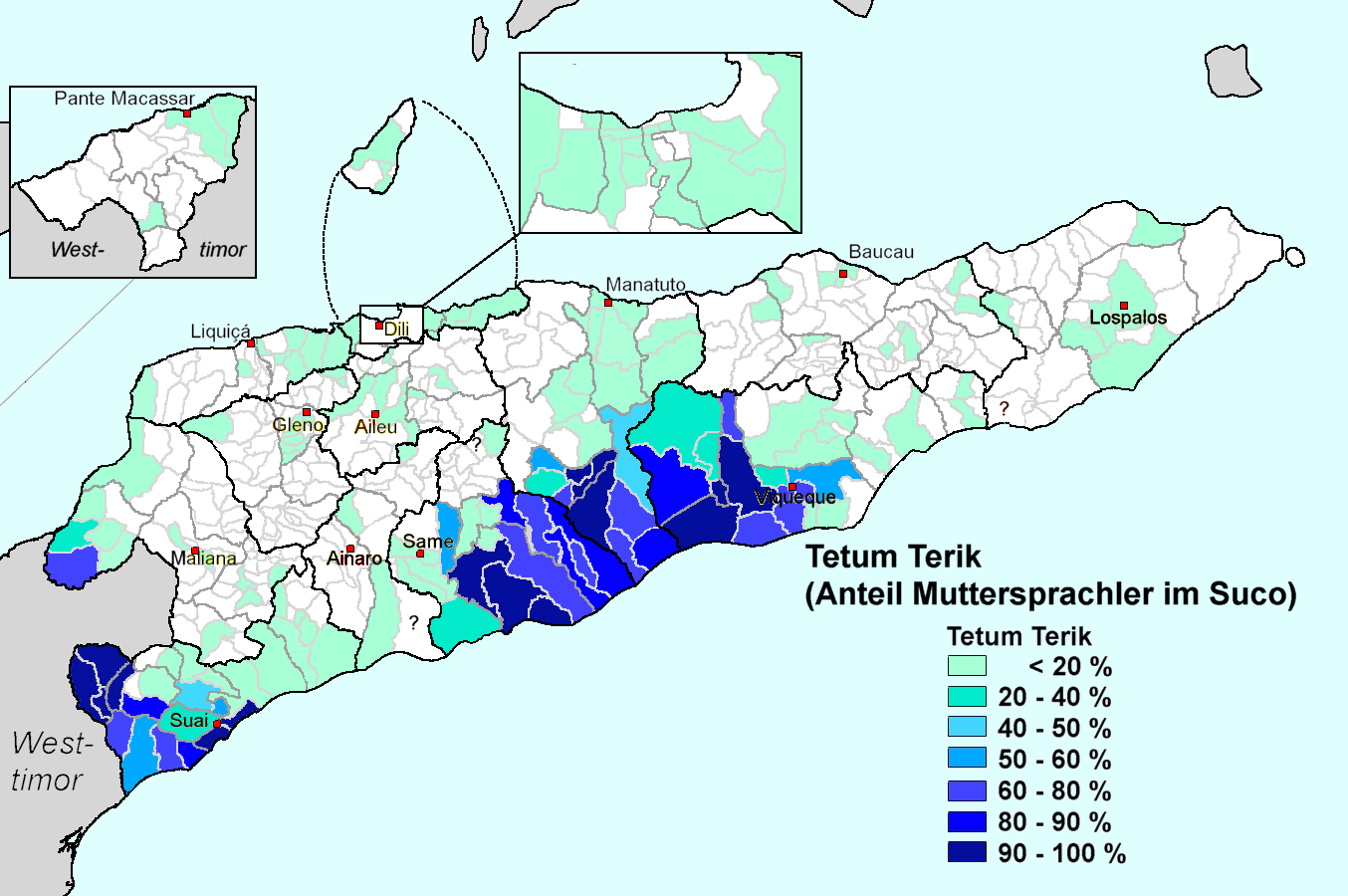
Tetum Terik
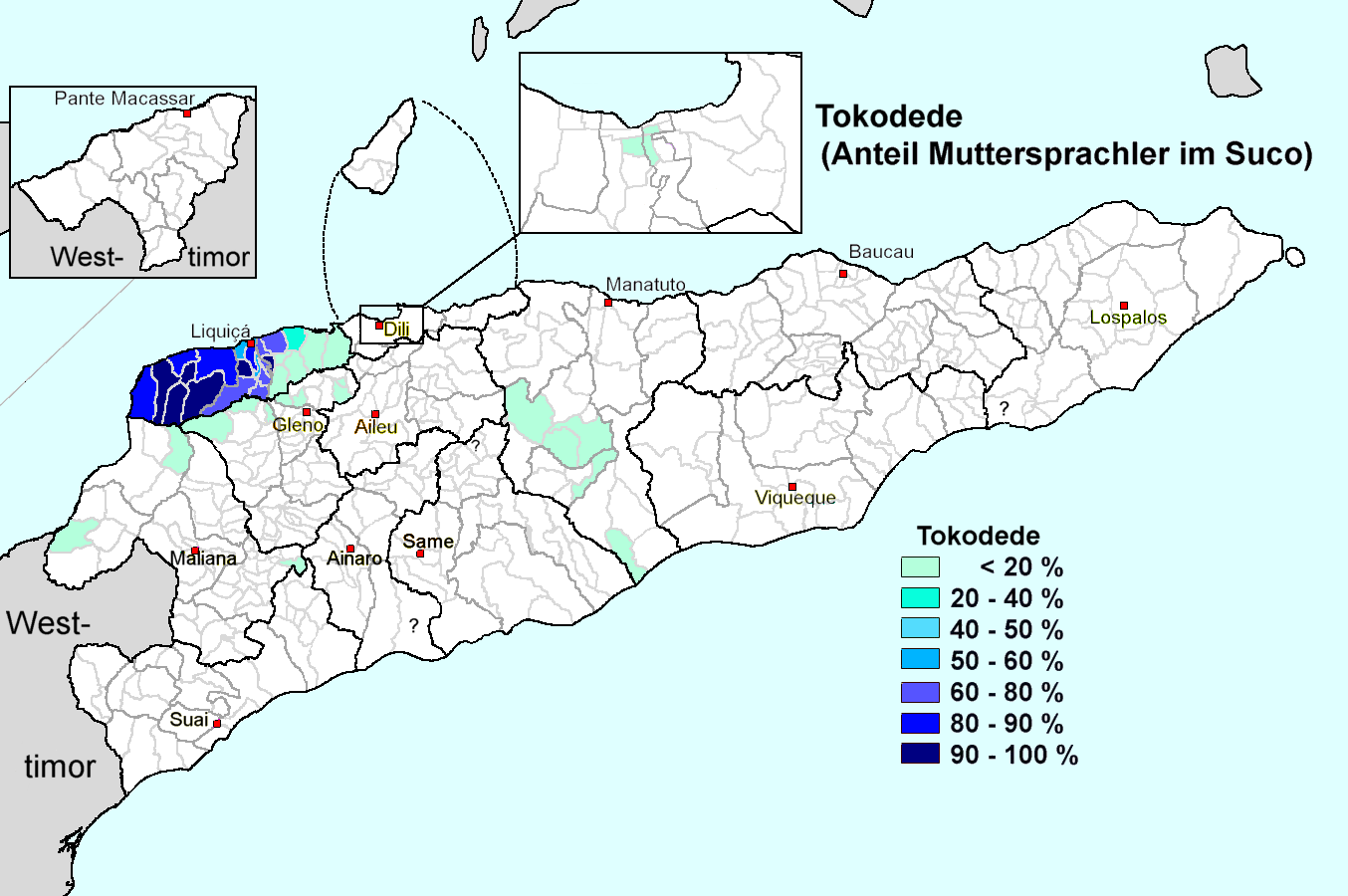
Tokodede
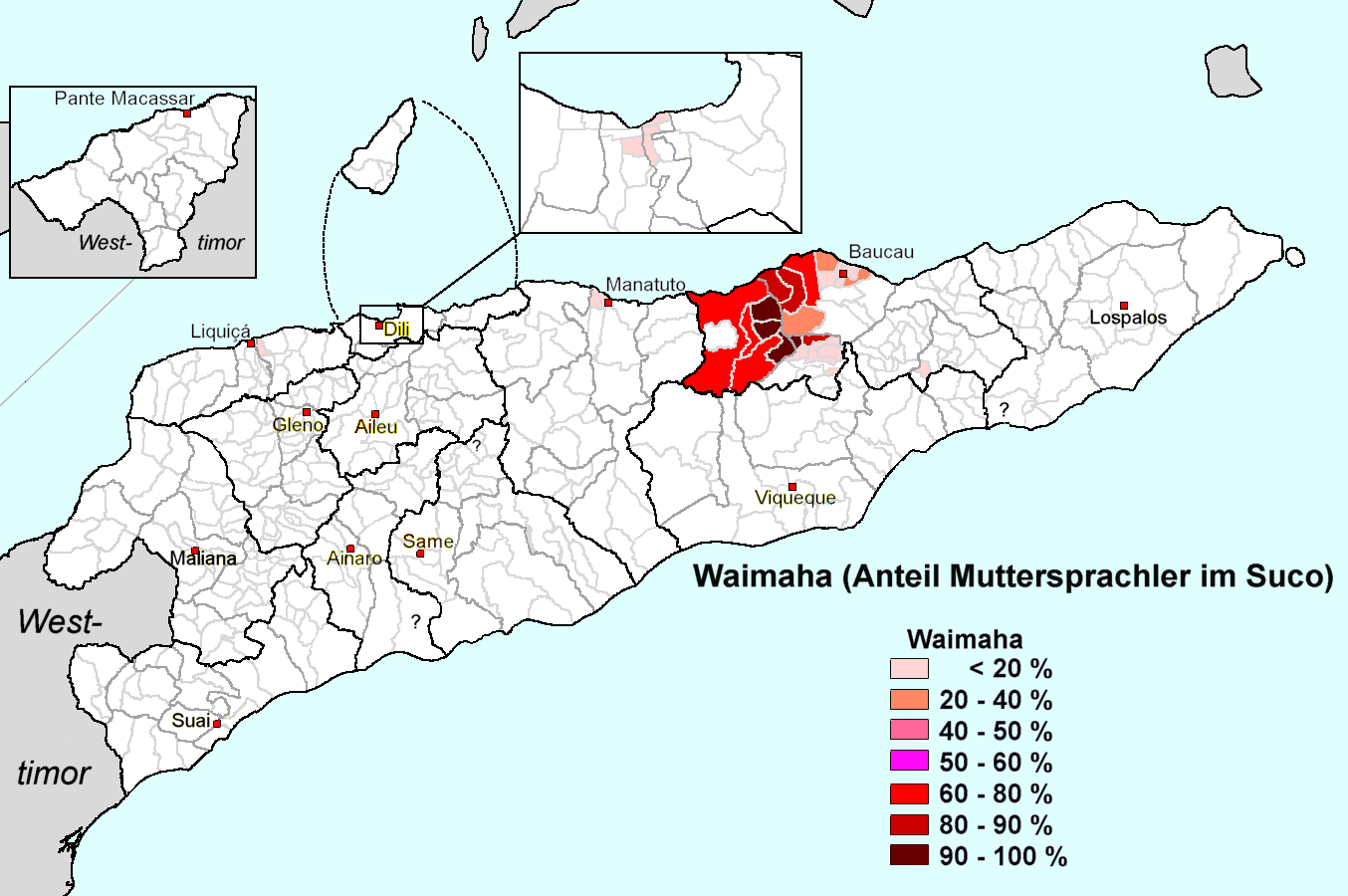
Waimaha